# Torcol fourmilier
Jynx torquilla
Vous lisez un « bon article » labellisé en 2024.
Espèce
Statut de conservation UICN

 LC  : Préoccupation mineure
Le Torcol fourmilier (Jynx torquilla) est une espèce d'Oiseaux de la famille des pics (Picidae). Il se distingue en leur sein par son plumage très cryptique qui le fait ressembler à une feuille morte et par son bec relativement court, qui le rend incapable de creuser lui-même son nid. C'est également le seul pic de l'Ancien Monde à pouvoir être vraiment migrateur.
Comme son nom vernaculaire le suggère, il se nourrit principalement de fourmis, à tous leurs stades de développement, à l'instar de tous les représentants de la famille des Picidae. Plus secondairement, il peut attraper de petits invertébrés : pucerons, petits coléoptères, chenilles et araignées. De manière opportuniste, il peut également se nourrir de baies. Il chasse essentiellement au sol, en utilisant sa longue langue poisseuse pour collecter sa nourriture. Il attrape également les invertébrés sur ou sous l'écorce des arbres et fouille les murs, pavés et cailloux.
Les deux sexes concourent au choix du nid : une cavité d'arbre naturelle, une ancienne loge de pics, voire un terrier abandonné de Martin-pêcheur d'Europe ou d'Hirondelle de rivage. Il adopte également volontiers les nichoirs. La saison de reproduction commence à la mi-mai en Europe et s'étend de mai à juin au Cachemire. La ponte compte six à douze œufs, qui éclosent après douze à quatorze jours d'incubation par les deux parents. Les jeunes s'envolent entre 18 et 24 jours après l'éclosion.
Le Torcol fourmilier est capable d'étirer et tendre son cou à plus de 180°, ce qui lui vaut son nom de « torcol » ou « torcou ». Il adopte cette posture pendant les parades nuptiales ou lorsqu'il est dérangé. Dans ce cas, il émet également des sifflements comme ceux d'un serpent. Ce comportement curieux explique son utilisation dans l'Antiquité dans des pratiques magiques.
Selon la population, les Torcols fourmiliers sont migrateurs sur courte ou longue distance, voire sédentaires : les oiseaux européens hivernent en Afrique subsaharienne et les populations d'Asie centrale se rendent en Inde et en Asie du Sud-Est. Une partie des oiseaux de la sous-espèce nominale hivernent dans le pourtour méditerranéen, tandis que les représentants des sous-espèces tschusii et mauretanica se contentent d'alterner entre hautes et basses altitudes.
En Europe, seule zone où son écologie est bien connue, le Torcol fourmilier connaît un lent déclin depuis le milieu du XIXe siècle, plus marqué au XXe siècle, tant pour ses effectifs que pour son aire de répartition. Il a ainsi disparu de Grande-Bretagne, du nord de la France et de régions entières en Belgique, aux Pays-Bas et en Allemagne. Cette contraction a été attribuée à plusieurs facteurs, comme le changement climatique, qui accroît les précipitations pendant sa saison de reproduction, la perte d'habitat et l'intensification des pratiques agricoles. Toutefois, l'importance de ses effectifs mondiaux, leur vaste distribution et leur déclin qui reste dans l'ensemble modéré entraînent son classement en espèce de préoccupation mineure par l'Union internationale pour la conservation de la nature.

## Noms et étymologie

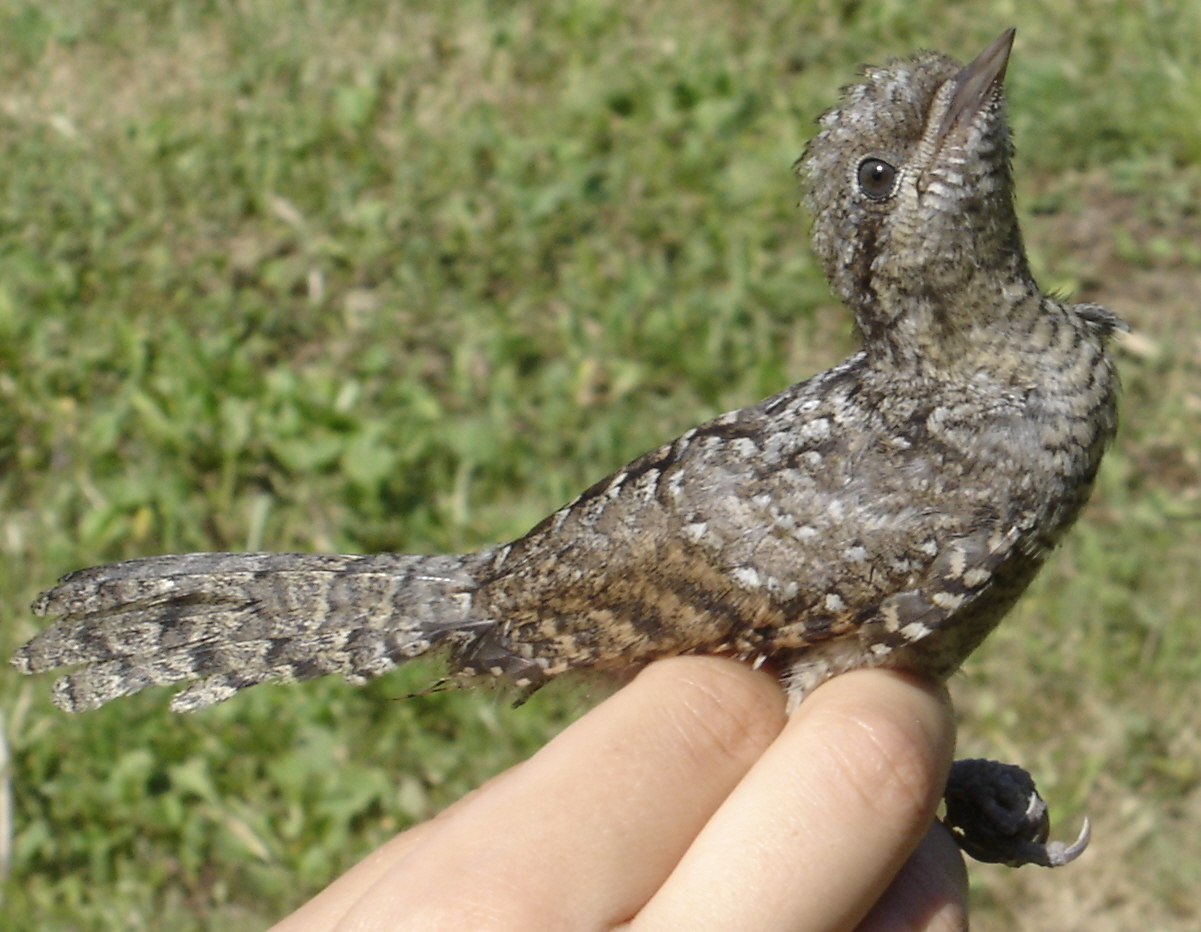
Ce jeune torcol en situation de stress se tord le cou, origine de son nom dans la plupart des pays de son aire de répartition.

Le nom scientifique du Torcol fourmilier, Jynx torquilla, lui a été attribué par Carl von Linné lors de sa description formelle de l'espèce en 1758. Il se décompose en jynx, du grec ancien ἴῠγξ / íunx qui désigne déjà cette espèce, et torquilla, du pseudo-latin, qui fait référence à sa façon de tordre (en latin torquere) le cou comme un serpent quand il est dérangé. Cette habitude singulière est aussi à l'origine de son nom vernaculaire dans plusieurs langues de son aire de répartition : Wendehals en allemand, wryneck en anglais, colltort en catalan, torcecuello en espagnol, torcol ou torcou en français, torcicollo en italien, capîntortură en roumain, par exemple. La flexibilité particulière du torcol a débouché sur un sens figuré en Allemagne, peu après la réunification : un Wendehals était un individu capable de retourner sa veste.
Son nom en français, Torcol fourmilier, fait également référence à son régime alimentaire essentiellement composé de fourmis. Ce trait se retrouve dans plusieurs de ses noms vernaculaires régionaux signifiant littéralement « chasseur/mangeur de fourmis » : emmet hunter dans le Somerset, formiguer dans la province de Valence et dans les îles Baléares, papaformigas en Sardaigne, etc.
Le Torcol fourmilier est associé aux serpents depuis l'Antiquité : Aristote écrit dans son Histoire des animaux que sa langue « ressemble à celle des serpents ; il peut l'allonger hors du bec de quatre doigts ; et il la fait rentrer ensuite dans le bec. Autre singularité : il tourne son cou en arrière, sans que le reste de son corps bouge en quoi que ce soit, comme le font les serpents. » Partout dans son aire de répartition, des noms dialectaux ou anciens l'appellent « oiseau serpent », « oiseau vipère », « langue de serpent », etc. : snakebird en Angleterre, aderwindl ou natterwindl en Autriche, käärmekaula en Finlande, kígyómadár en Hongrie, etc.
Plusieurs noms populaires en Europe relient le Torcol fourmilier au Coucou gris : c'est le messager ou le domestique du coucou (cuckoo's mate, maid, knave, footman, messenger, etc.) en Angleterre, le « petit coucou » (Kukačka) en Bohême ou encore la « servante du coucou » (käenpiika) en Finlande. La raison de cette association n'est pas totalement claire ; elle tient peut-être à ce que le Torcol fourmilier rentre de migration peu avant le Coucou gris.
Comme tous les pics européens, le Torcol fourmilier est associé au temps qu'il fait. Son chant est réputé annoncer l'arrivée de la pluie dans plusieurs régions d'Autriche et dans les Asturies. En Styrie, c'est l'oiseau neigeur (Schniavogel). En Suisse, il annonce au contraire la fin de l'hiver. En Estonie et en Finlande, il promet un temps sec. En Angleterre, l'un de ses noms populaires est l'« oiseau d'orge » (barley bird), sans doute parce que son arrivée coïncide avec la période où l'on sème cette céréale. De même, en Suède, on l'appelle le faucon, le coucou ou le moineau du grain (sädeshök, sädesgök, såsparv).

## Description

### Apparence

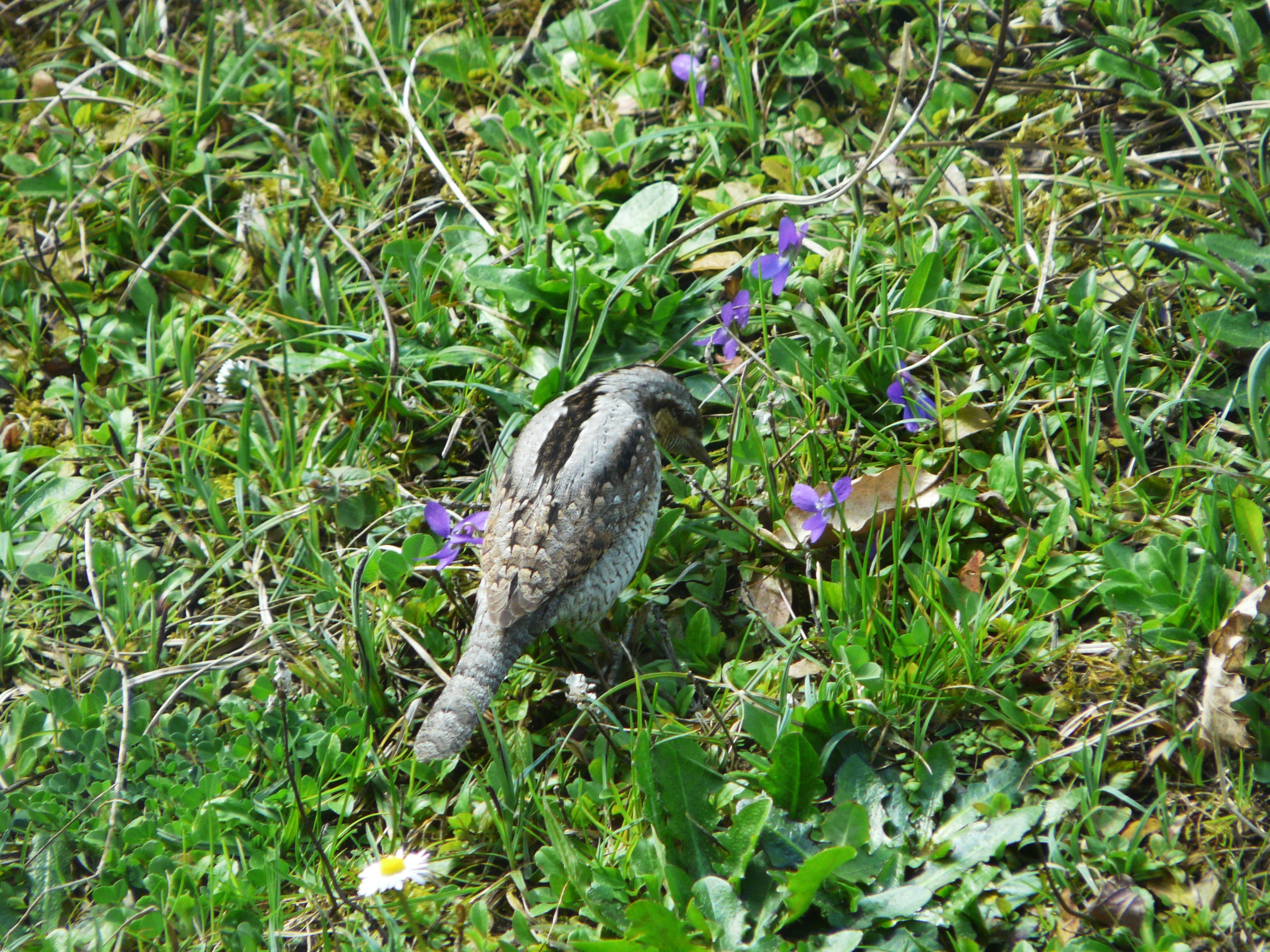
Le dos du Torcol est marqué par une bande centrale brun foncé. Dordogne, France.

Le Torcol fourmilier présente une silhouette atypique pour un pic. Son corps est plutôt mince et allongé. Les ailes sont larges et légèrement pointues. Le bec s'amincit régulièrement jusqu'à la pointe. La queue est longue, à bout carré, mais souvent tenue légèrement en éventail.
En outre il arbore un plumage complexe et cryptique, c'est-à-dire qui se confond facilement avec son environnement : son dessus, de la calotte à la queue, est gris à brun en passant par le roux, ce qui le rend difficile à distinguer quand il est posé sur l'écorce d'un arbre, et ce même s'il passe le plus clair de son temps au sol. Son ventre est beige avec de petites barres noires. Son dos est marqué par une bande centrale brun foncé qui va de la nuque à la queue. La queue est courte et assez peu rigide. La tête est relativement petite. L'œil est souligné par un trait roux. Le bec, gris, est plus court et pointu que celui des autres pics, ce qui ne lui permet pas de creuser des cavités dans les arbres pour nicher. Les pattes, de couleur brun-gris, sont courtes.
Le dimorphisme sexuel est très léger chez cette espèce : sur le terrain, il est pratiquement impossible de différencier mâle et femelle. En période de reproduction, le mâle tend à arborer des couleurs plus vives que la femelle, mais la différence n'est souvent perceptible que lorsque mâle et femelle sont côte à côte et elle n'apparaît pas chez tous les couples.
Les Torcols fourmiliers juvéniles ressemblent beaucoup aux adultes, mais avec des couleurs plus ternes. Les jeunes de premier hiver et dans leur deuxième année calendaire ont un iris gris, qui devient marron avec l'âge.

### Dimensions
- Longueur (de l'extrémité de la queue à la pointe du bec) : 15–19,5 cm[12]
- Longueur de la queue : 5–7 cm[12]
- Longueur de l'aile : 7,5–9,4 cm[12]
- Envergure : 25–27 cm[12]
- Longueur du bec : 1,4–1,75 cm[12]
- Poids : très variable, 22–54 g en migration, 34–47 g hors migration[13]

### Communication
Son chant consiste en une série rapide de notes nasales et perçantes, ressemblant à tien-tien-tien-tien ou « ty-ty-ty-ty-ty-ty, avec de longues pauses entre les strophes ». Il est émis essentiellement d'avril à juin, quand les Torcols fourmiliers rentrent de migration et qu'ils doivent délimiter leur territoire. Les deux sexes chantent, sur des tonalités et des rythmes différents. Puissant et facile à entendre, le chant facilite l'observation de l'espèce, très discrète le reste du temps. Il peut toutefois être confondu avec des cris de rapaces, notamment l'Épervier d'Europe et le Faucon hobereau.
Le Torcol fourmilier émet également des cris pour communiquer avec un congénère ou quand il est excité. Il s'agit alors de séries courtes de notes râpeuses ou comme éternuées. Rarement entendus, ils portent par ailleurs assez peu.

### Vol
Le Torcol fourmilier n'a pas le vol ondulé caractéristique des autres pics. Son vol est rapide et direct, souvent court et assez bas. En vol, il n'a pas non plus la silhouette des autres pics, mais ressemble plutôt à une grande fauvette avec un long cou et une longue queue, en particulier à une Fauvette épervière (Curruca nisoria), avec laquelle il peut facilement être confondu. 

### Confusions possibles
Le plumage du Torcol fourmilier est souvent décrit comme ressemblant à celui de l'Engoulevent d'Europe (Caprimulgus europaeus), mais la différence de taille empêche la confusion. Dans sa zone de reproduction, en Europe, il ne peut guère se confondre qu'avec des passereaux, comme une femelle ou un juvénile de Pie-grièche écorcheur (Lanius collurio) ou de Fauvette épervière (Curruca nisoria). En Afrique, son aire d'hivernage recoupe l'aire de répartition de son proche parent, le Torcol à gorge rousse, notamment en Éthiopie. Contrairement à ce dernier, le Torcol fourmilier n'arbore pas de couleur rousse.

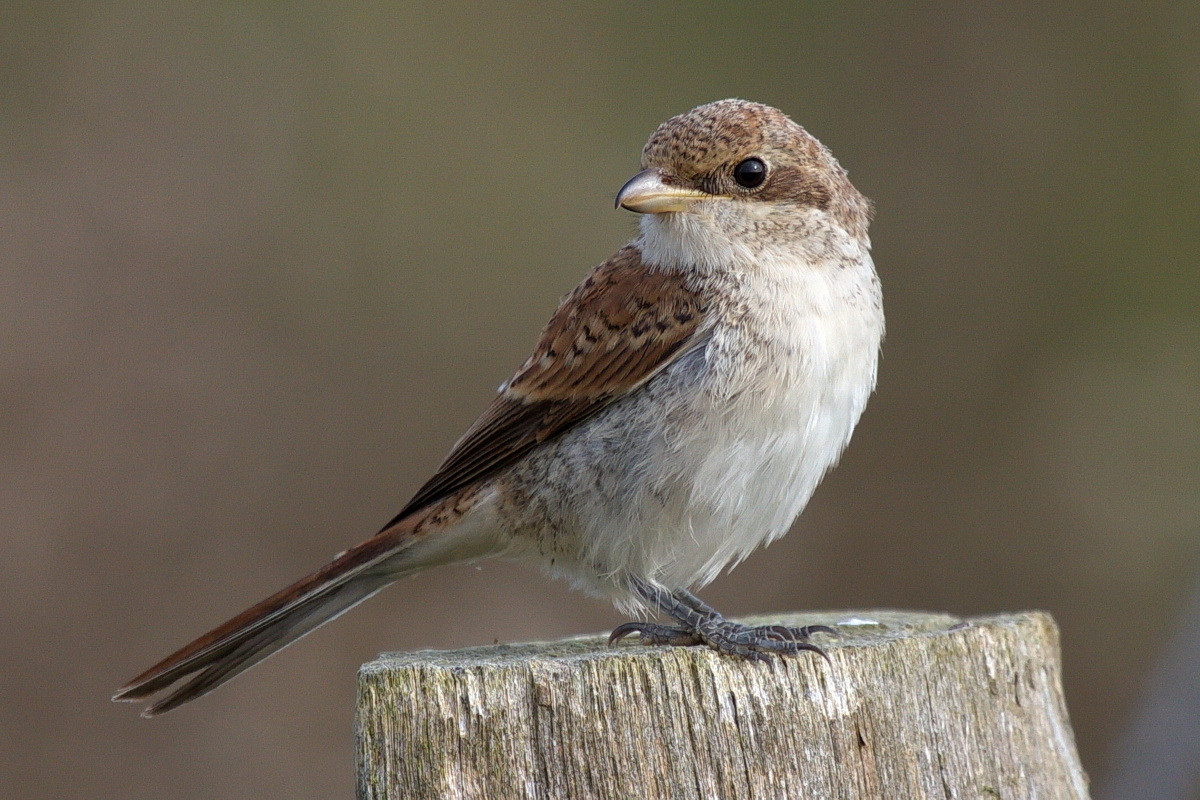
Pie-grièche écorcheur femelle.
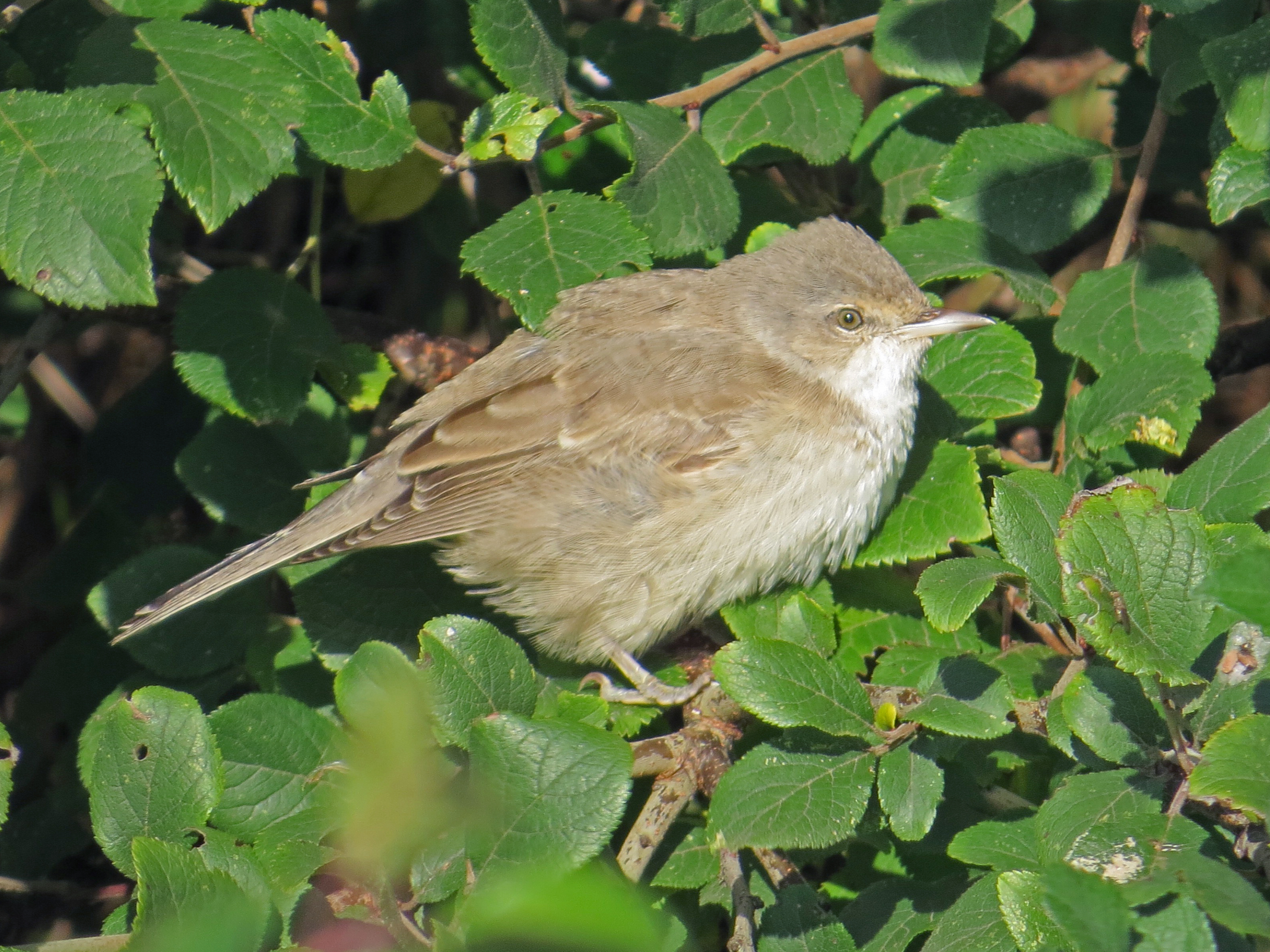
Fauvette épervière juvénile.
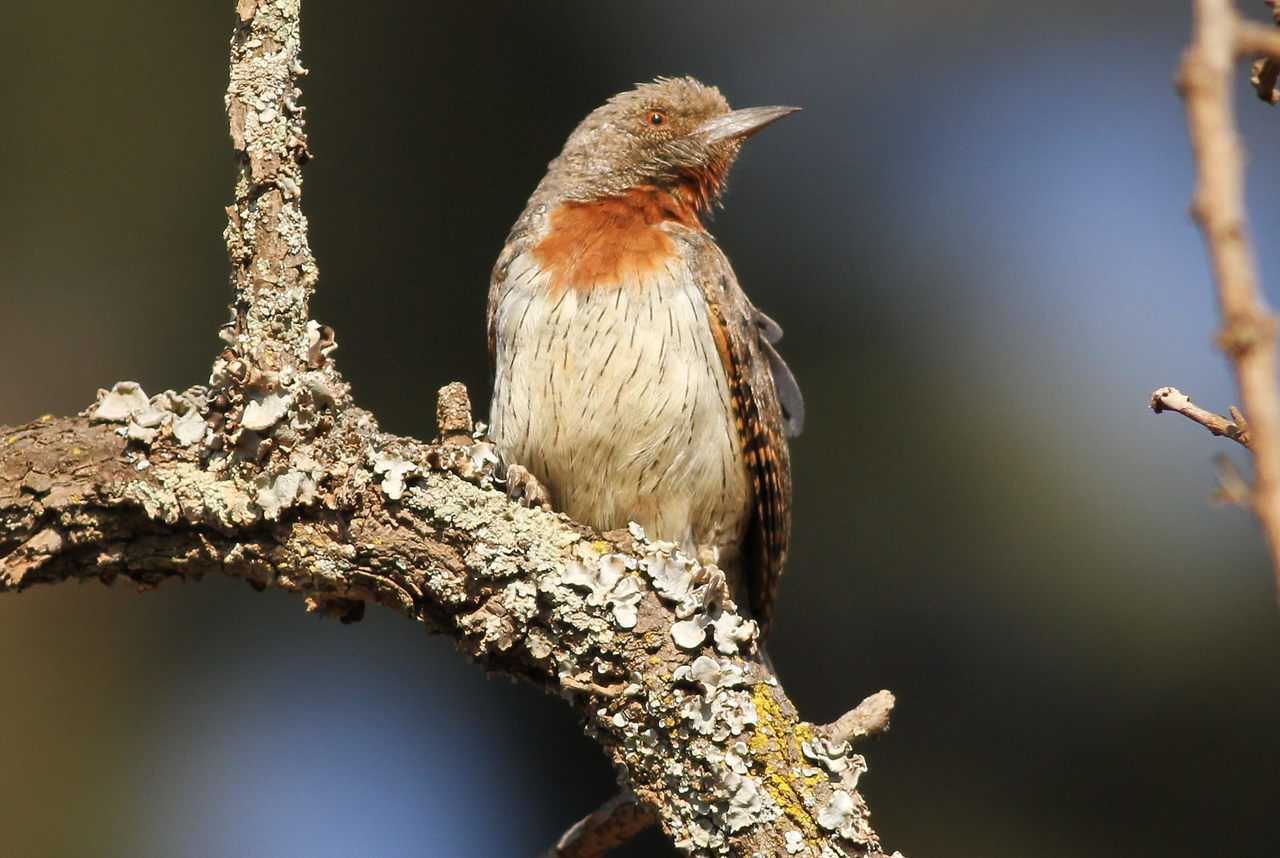
Torcol à gorge rousse.

## Comportement

### Alimentation

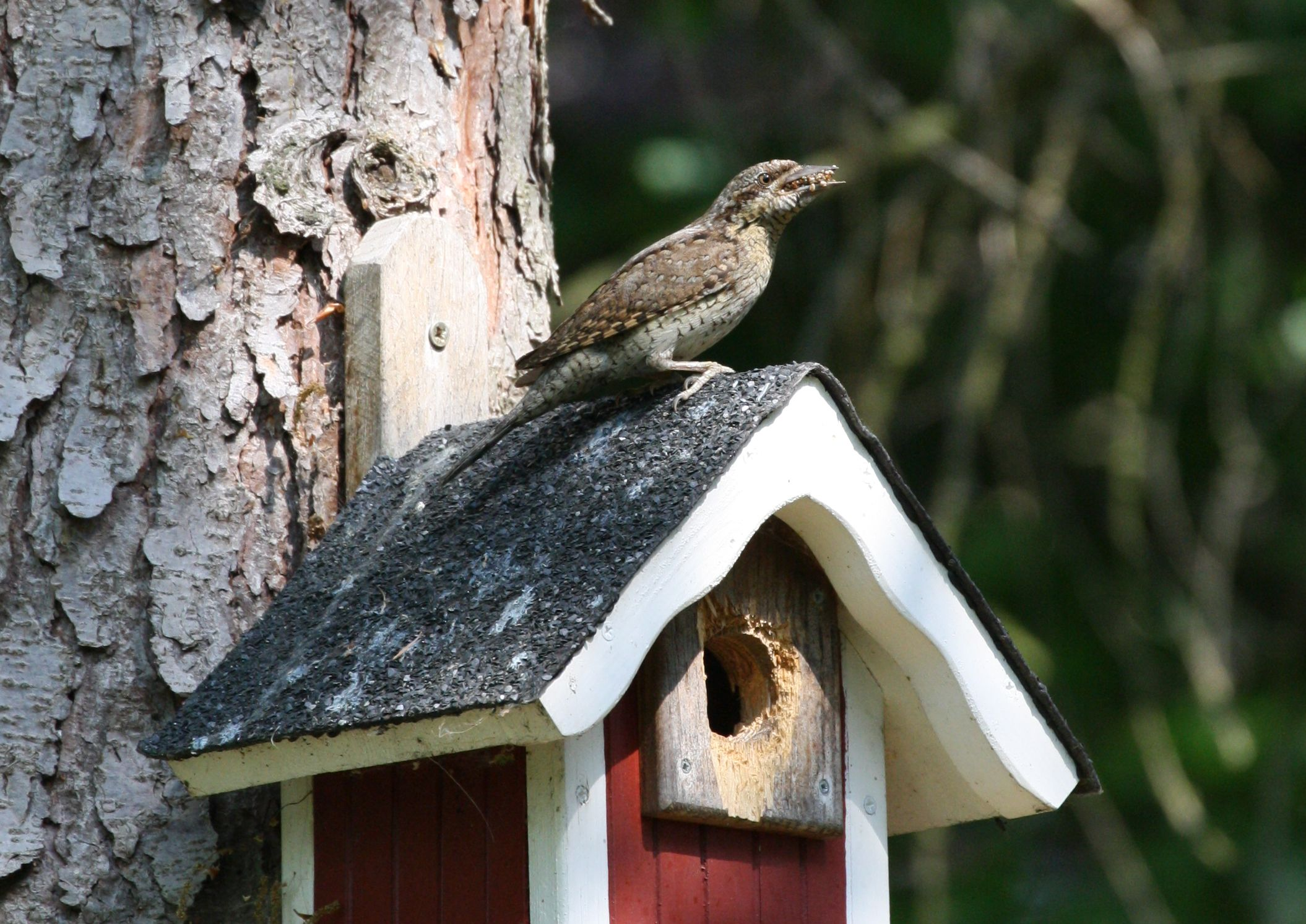
Torcol fourmilier posé sur un nichoir, le bec plein d'œufs de fourmis.

Comme son nom l'indique, et comme tous les pics (Picidae), le Torcol fourmilier se nourrit principalement de fourmis terrestres, à tous leurs stades de développement : œufs, larves, pupes et imago. Dans une étude menée en Suisse, des pièges photographiques ont révélé que 95 % de la nourriture apportée par les adultes à leurs jeunes était composée de fourmis.
Le torcol consomme essentiellement les espèces des genres Lasius et Tetramorium en Europe, et celles des genres Crematogaster et Camponotus dans ses terres d'hivernage. En Algérie, des fientes collectées en hiver contenaient majoritairement Tapinoma nigerrimum. À Hokkaidō, l'analyse de fientes et de pelotes de réjection montre une prédominance de Lasius japonicus (en).
Le Torcol fourmilier peut aussi consommer d'autres invertébrés, mais plutôt de manière opportuniste, en particulier quand sa proie principale fait défaut : pucerons, mouches, petits scarabées, cloportes, chenilles, orthoptères, tipules, éphémères, papillons et araignées.
Plus rarement, il peut exploiter d'autres sources de nourriture. Il a été vu apportant à ses jeunes des escargots, des limaces (Limacus flavus) et même des têtards de Grenouille rousse (Rana temporaria). Très occasionnellement, il peut se nourrir de graines et de baies, notamment de sureau et d'airelles. En revanche, il ne semble pas consommer de fruits, bien qu'il aime à nicher dans les vieux vergers. Une observation exceptionnelle dans les Sundarbans, entre l'Inde et le Bangladesh, porte sur un Torcol fourmilier mangeant un cadavre décapité d'oiseau.
Le Torcol fourmilier chasse essentiellement au sol, en utilisant sa longue langue poisseuse, dont la pointe cornée est lisse, pour collecter sa nourriture. Il nettoie consciencieusement un endroit avant de passer à un autre, pouvant accumuler jusqu'à 150 proies dans son gosier. Il attrape également les invertébrés sur ou sous l'écorce des arbres et fouille les murs, pavés et cailloux.

### Reproduction

#### Constitution du couple

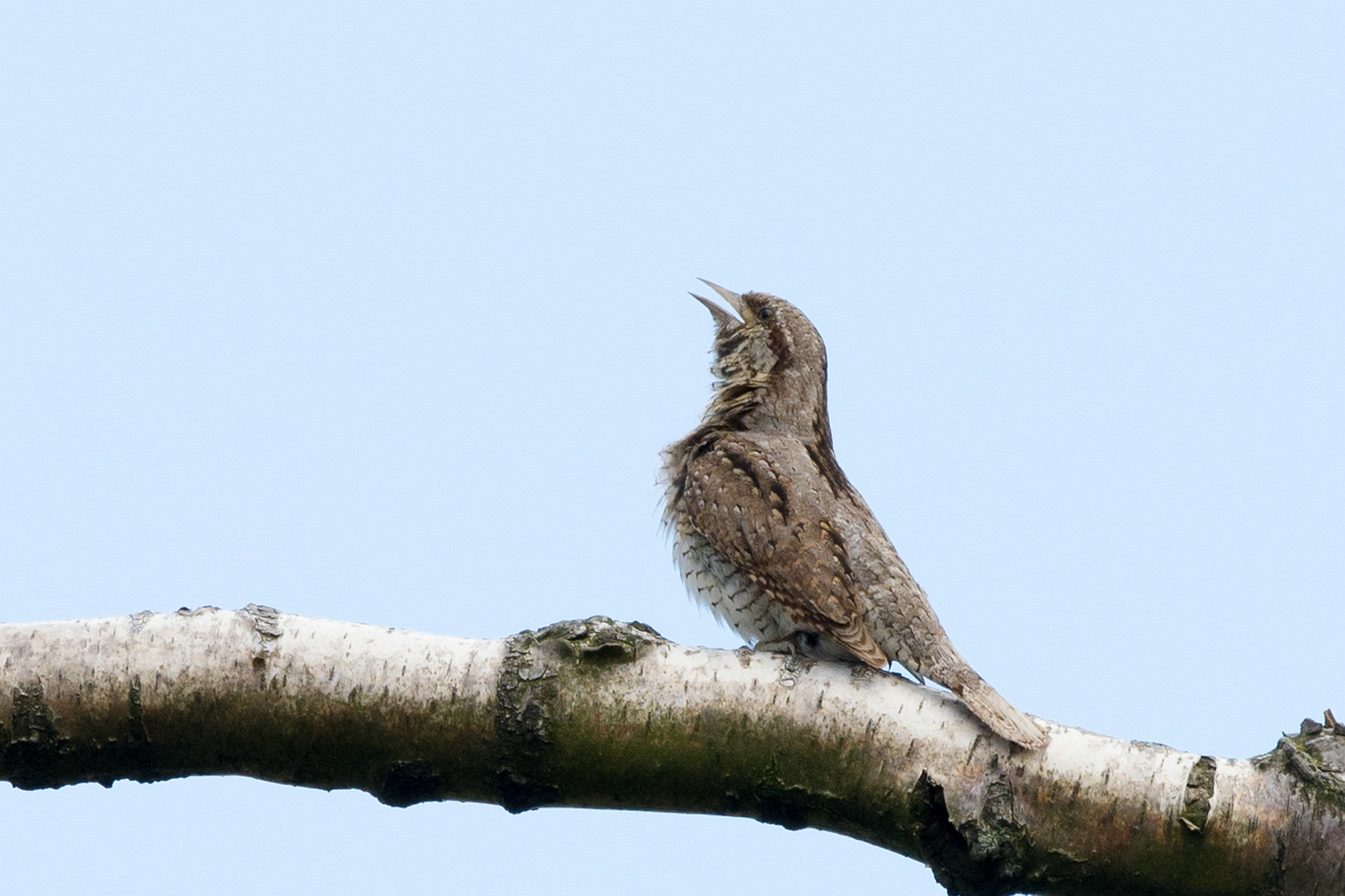
Torcol en train de chanter pour marquer son territoire.

Le Torcol fourmillier est monogame. Son taux de reproduction hors couple est extrêmement faible : il a été évalué à 0,68 % dans une étude allemande. Le lien de couple ne survit probablement pas à la migration, mais le torcol est très fidèle à sa région de reproduction, voire au site précis, d'où la possibilité pour un couple de se reformer plusieurs années successivement.
Aussitôt après son retour de migration, le Torcol fourmilier se met à chanter pour attirer un partenaire. Il se poste sur des perchoirs bien en vue pour vocaliser, comme le sommet des buissons ou des piquets de clôture. Il semble que les deux sexes recherchent des cavités et montrent des sites possibles aux partenaires potentiels.
Les parades consistent en attitudes stéréotypées près du nid et en simulacres de poursuites. Les mâles nourrissent également les femelles, un comportement qui se poursuit sans doute pendant l'incubation. La copulation prend généralement place à proximité du site retenu par le couple et peut se produire plusieurs fois par jour. La femelle se penche vers l'avant pour initier le baiser cloacal.

#### Nidification
Comme tous les pics, le Torcol fourmilier fréquente des cavités pour dormir ou pour nicher. Contrairement à la plupart des pics, cependant, il ne les creuse pas lui-même : il s'installe dans une cavité naturelle ou réutilise une cavité creusée par un autre pic, que ce soit le Pic épeiche (Dendrocopos major), le Pic syriaque (Dendrocopos syriacus), le Pic mar (Dendrocoptes medius), le Pic épeichette (Dryobates minor) ou le Pic vert (Picus viridis).
Plus rarement, le Torcol fourmilier peut occuper un terrier de Martin-pêcheur d'Europe (Alcedo atthis), d'Hirondelle de rivage (Riparia riparia) ou de Guêpier d'Europe (Merops apiaster). Dans le sud de la steppe sibérienne, où les arbres sont rares, le torcol peut exploiter le terrier de petits mammifères, comme les spermophiles ou les pikas. Il est également susceptible de s'installer dans des trous dans les murs, sous des avant-toits et même dans des tas de bois. Enfin, le Torcol fourmilier s'accommode volontiers des nichoirs, qu'ils aient été pensés pour lui ou pour une autre espèce, allant jusqu'à expulser des oiseaux déjà installés.

#### Incubation

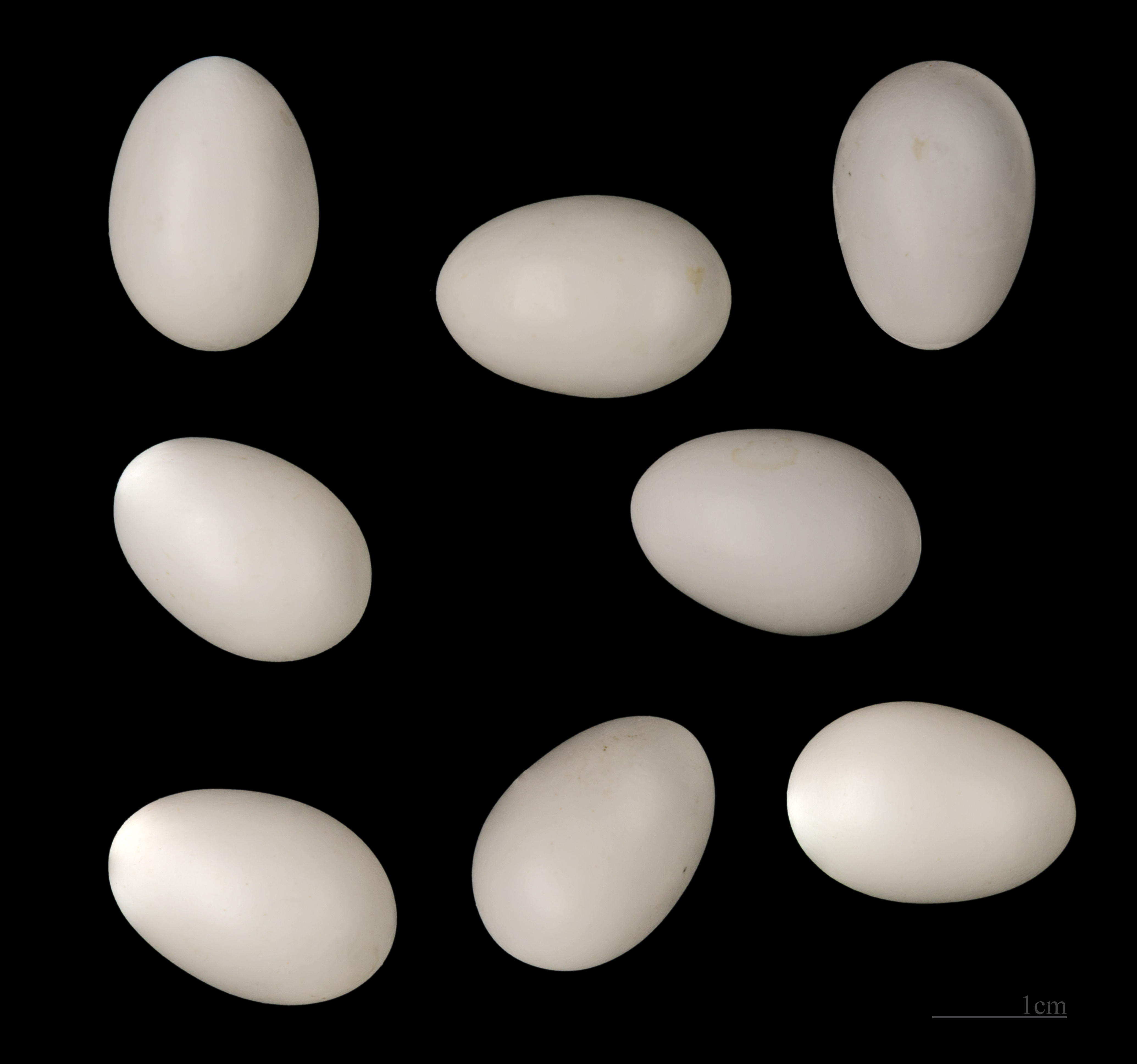
Œufs de Torcol fourmilier Muséum de Toulouse.

La ponte a lieu d'avril à mi-juin, à raison d'un œuf par jour. Comme souvent chez les oiseaux cavernicoles, les œufs sont blancs et sans tache. Sur 34 pontes mesurées en Croatie, la longueur a varié de 17,7 à 21,9 mm (20,1 mm en moyenne) pour une largeur comprise entre 14,2 et 15,9 mm (15,1 mm en moyenne). Une ponte moyenne contient six à douze œufs. Dans une étude allemande menée sur des nichoirs, avec deux pontes annuelles, la première contenait 9,9 œufs en moyenne et la seconde 7,7 œufs.
Le torcol est capable de pondre un très grand nombre d'œufs : dans une expérience menée dans le Kent, en Angleterre, la ponte initiale a été enlevée du nid. La femelle a remplacé les œufs au fur et à mesure qu'ils étaient ôtés, pour atteindre un nombre final de 62 œufs. Une expérience similaire menée en Hongrie a abouti à 33 œufs en autant de jours,.
L'incubation est relativement courte pour un cavernicole secondaire : elle dure typiquement 12 à 14 jours. Elle débute le plus souvent quand la ponte est terminée. Les deux parents assurent cette tâche par rotation : ils échangent leurs postes trois à cinq fois par jour.

#### Jeunes au nid

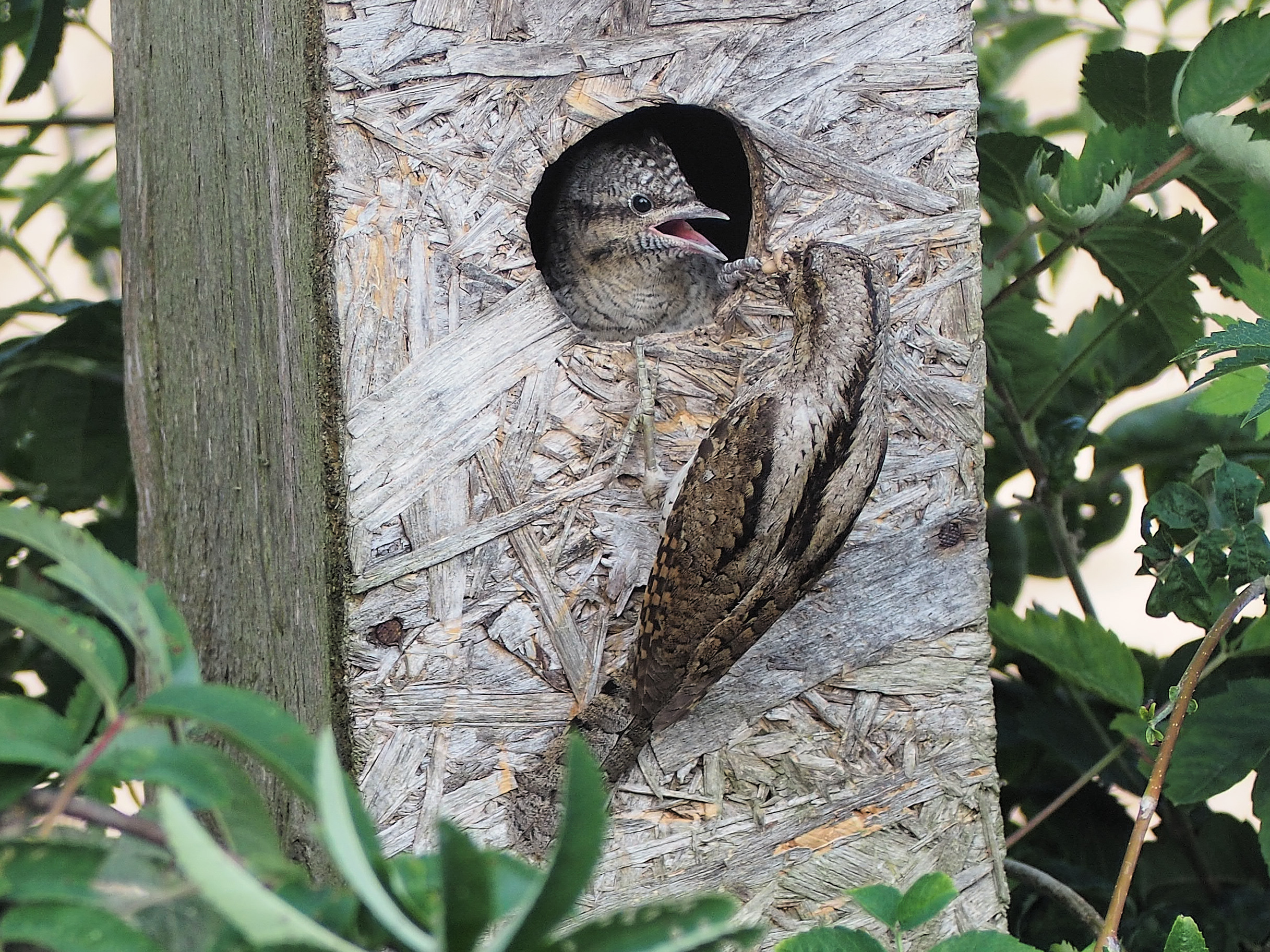
Torcol nourrissant son jeune dans un nichoir.

Le taux d'œufs qui éclosent va jusqu'à 75 % chez le Torcol fourmilier, comme chez les autres pics. Les jeunes sont des nidicoles typiques : ils naissent nus, aveugles et sourds et pèsent moins de deux grammes. Il arrive fréquemment qu'un ou deux meurent immédiatement après l'éclosion.
Les parents couvrent les jeunes constamment jusqu'à l'âge de 5 jours environ, puis consacrent tous leurs efforts à la recherche de proies pour les nourrir, souvent à proximité de la loge. Ces proies sont essentiellement, voire exclusivement des fourmis, au stade d'œuf ou de larve, prélevées directement dans les fourmilières. « D'après les observations de O. Steinfatt, une couvée de Torcols a besoin journellement de huit mille à douze mille nymphes de fourmis ». Une étude menée en Suisse sur des adultes équipés de transpondeurs passifs (PIT), montre que les allers-retours à la loge pour apporter de la nourriture peuvent dépasser les 200 par jour. Parallèlement, les parents gardent la loge propre en évacuant les sacs fécaux.
Les jeunes ouvrent les yeux à l'âge de 8 à 9 jours. Ils commencent à se poster à l'entrée de la loge à l'âge de 18 jours environ et s'envolent entre 18 et 24 jours après l'éclosion. Ils y sont incités par leurs parents, qui réduisent le rythme des nourrissages, et par les conditions de vie dans la loge, devenue sale et bondée. Au contraire des autres pics, les jeunes torcols tendent à quitter les environs et devenir indépendants immédiatement après l'envol. Une phase d'erratisme s'ensuit : ainsi, un jeune bagué en juin dans le Puy-de-Dôme a été repris 40 km plus au nord-ouest 11 jours plus tard. Un autre, bagué en juin à Aubusson dans la Creuse, a été tué en Corrèze au mois d'août.

#### Succès reproducteur
Une étude menée en Suède de 1962 à 1981 et de 1982 à 2001 a porté sur 1 465 nichées et entraîné le baguage de 10 031 jeunes. Elle a trouvé 6,7 jeunes par nichée en moyenne sur la première période et 7,1 sur la seconde. Elle conclut que la population peut se maintenir avec 5,5 jeunes par nichée. D'autres études font état d'une productivité moyenne de 3 ou 4 jeunes par couple et d'un taux de jeunes à l'envol de plus de 70 %,.
Plusieurs facteurs peuvent influencer la survie des jeunes au nid. Les conditions climatiques sont un facteur majeur : en cas d'averse prolongée, les fourmis se réfugient en profondeur dans le sol et deviennent plus difficiles à chasser. La nichée peut échouer à cause de la prédation, mais aussi de la compétition avec les couples de torcols voisins, qui peuvent éjecter les œufs de la loge,. Exceptionnellement, les couvées de Torcol fourmilier peuvent être parasitées par le Coucou gris (Cuculus canorus),.
Le succès reproducteur du Torcol fourmilier est aidé par les pontes de remplacement : si une ponte est détruite, la femelle pond de nouveau pour la remplacer. Dans une étude menée dans le Harz allemand, 76 des 664 pontes considérées étaient des remplacements. Si la première ponte a été un succès et que les conditions sont favorables, le couple peut élever une deuxième nichée, voire une troisième, en particulier dans le sud de son aire de répartition. En règle générale, les deux membres du couple restent les mêmes pour ces pontes secondaires. Néanmoins, une étude portant sur cinquante nichées en Allemagne a trouvé trois cas de mâles ayant démarré une seconde nichée avec une autre femelle, alors que les jeunes de la première nichée n'étaient pas encore envolés. Ces mâles ont élevé treize jeunes dans la saison, contre 6,14 jeunes en moyenne pour les mâles monogames.

### Survie

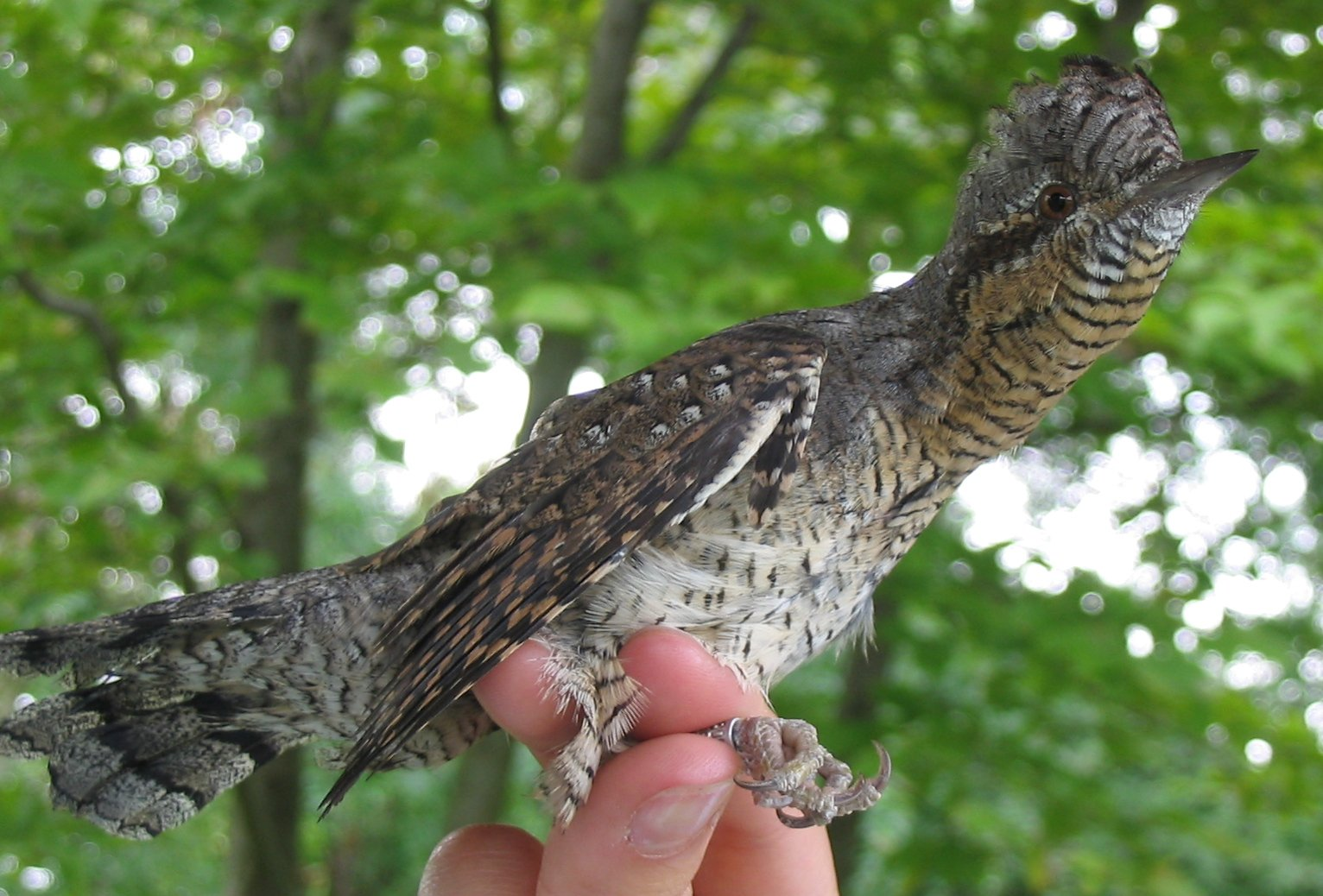
Le baguage, seule manière de suivre la longévité des oiseaux.

La plus grande longévité enregistrée chez un Torcol fourmilier bagué européen était, en 2017, de 6 ans et 10 mois pour un oiseau tchèque en vie, contrôlé par le bagueur, suivi par une donnée de 6 ans et 2 mois pour un oiseau finlandais abattu par tir,.
Le Torcol fourmilier n'est la proie principale d'aucun prédateur, mais il peut être la proie occasionnelle de rapaces, comme les autours et les faucons, ou de mammifères, comme les martres ou les hermines. Par endroits, il peut représenter une proie importante. Une étude menée dans le sud de la Norvège montre que les torcols adultes représentent une part étonnamment élevée des proies de l'Épervier d'Europe (Accipiter nisus). Dans la même région, ils sont aussi fréquemment capturés par l'Autour des palombes (Accipiter gentilis). Dans le sud de l'Europe, la Couleuvre d'Esculape (Zamenis longissimus) est susceptible de grimper aux troncs pour s'attaquer aux œufs ou aux juvéniles du torcol. En Allemagne, le Raton laveur (Procyon lotor), espèce exotique envahissante, visite régulièrement les nichoirs pour les vider de leur contenu. Les chats, féraux ou domestiques, représentent également un danger. Ainsi, seuls quatre Torcols fourmiliers bagués à l'étranger ont été retrouvés en Grande-Bretagne de 1976 à 2022 ; deux d'entre eux, venus respectivement de Suède et de Norvège, ont été tués par des chats.

## Répartition et habitat

### Répartition

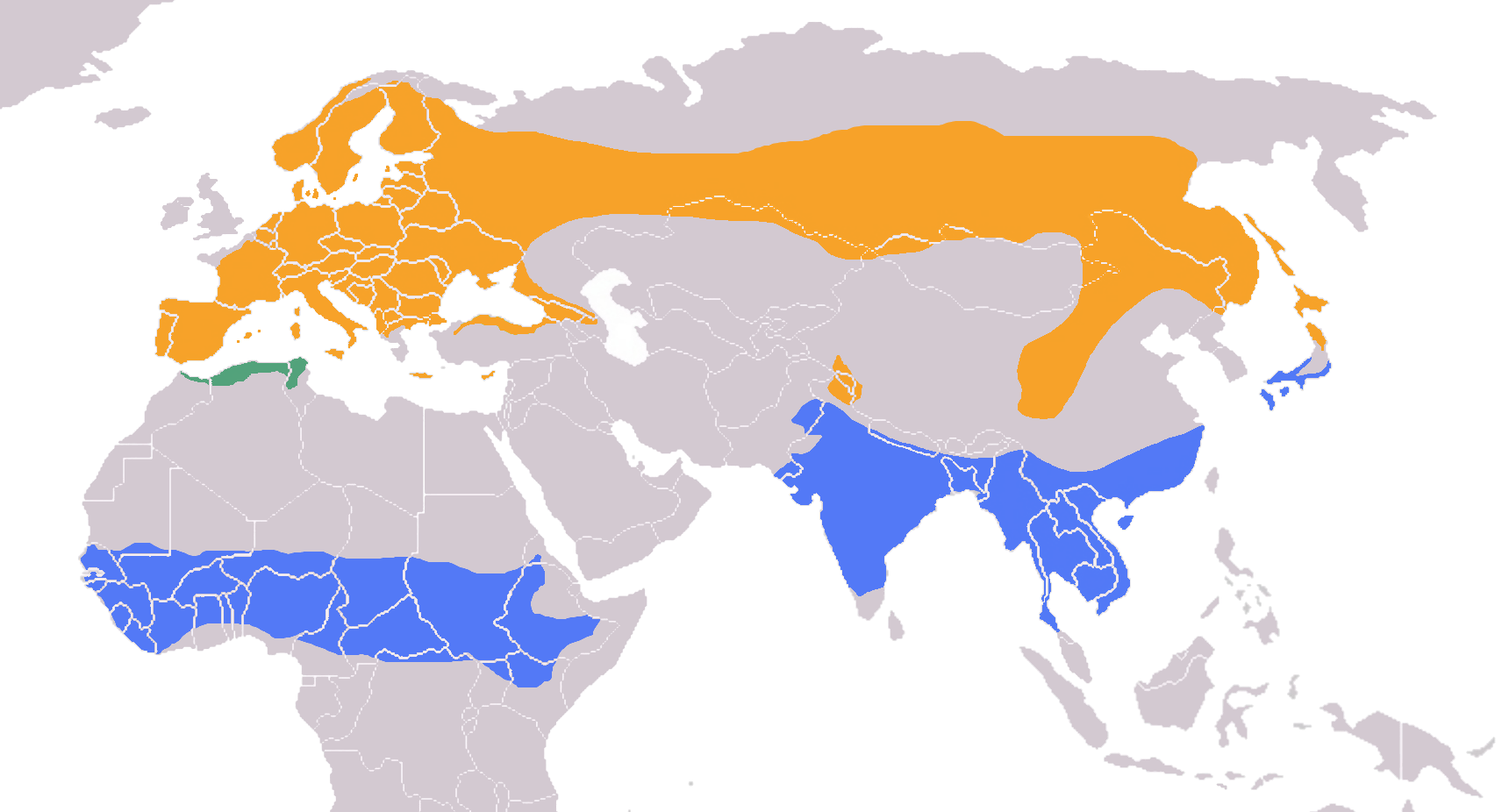
Aire de nidification.
Aire mixte.
Aire d'hivernage.

Le Torcol fourmilier niche dans l'écozone paléarctique, approximativement entre les latitudes 35°N et 64°N : son aire de reproduction s'étend de l'Europe continentale depuis la côte atlantique (excluant les îles Britanniques) jusqu'à la côte Asie-Pacifique et le Japon, en incluant une petite partie de l'Afrique du Nord. Cette aire couvre à peu près 38,4 millions de km2. Sa zone d'hivernage recouvre l'Afrique équatoriale, le sous-continent indien et l'Asie du Sud-Est continentale ; elle est estimée à 56,2 millions de km2.

### Habitat

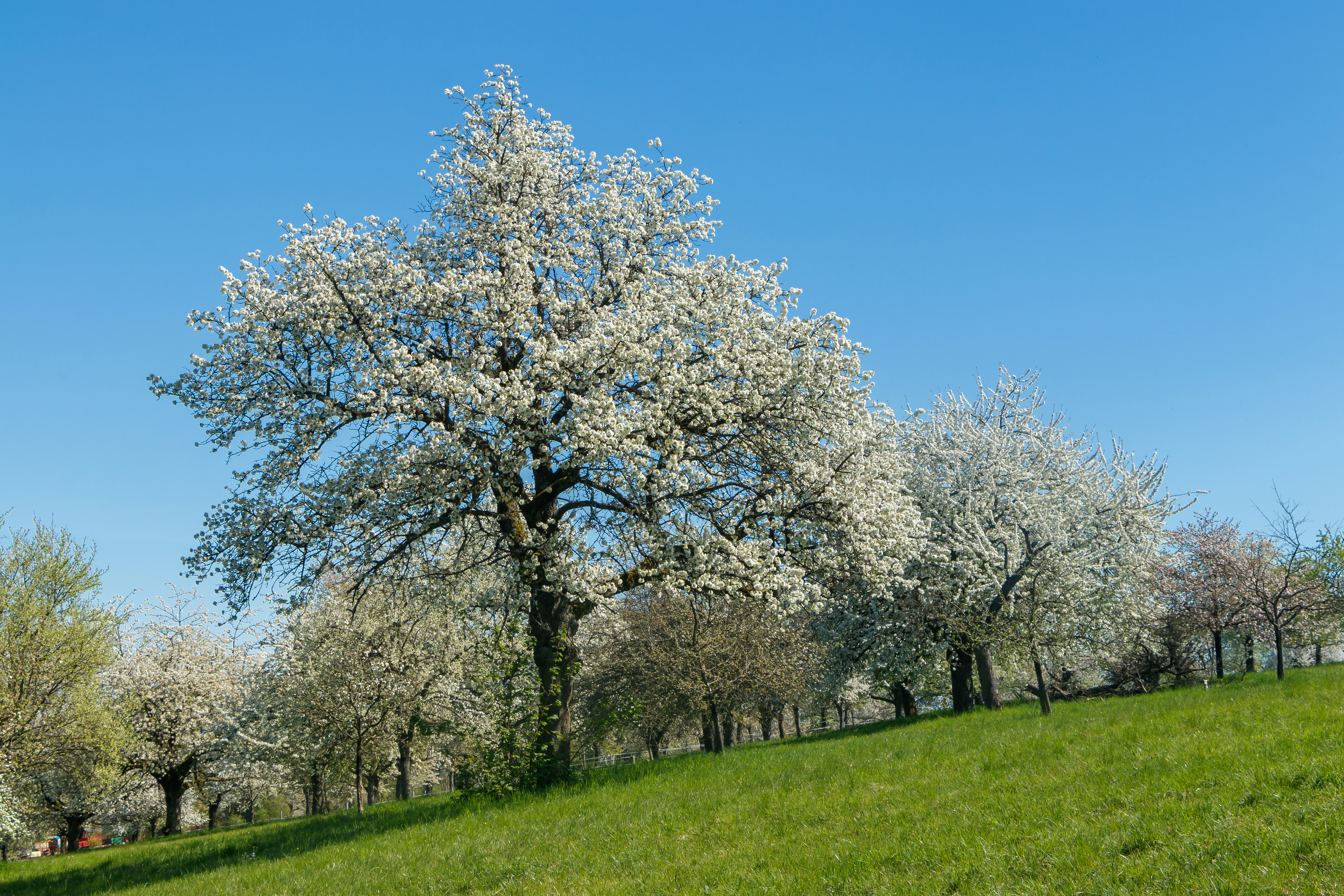
La prairie à verger traditionnelle, ici près de Karlsruhe en Allemagne, un habitat très favorable au Torcol fourmilier.

L'aire de répartition du Torcol fourmilier recouvre quatre zones climatiques : boréale, tempérée, subtropicale et tropicale. Il se trouve donc dans une large variété d'habitats, allant des forêts de pins et de bouleaux de Fennoscandie jusqu'à la savane arborée africaine. Néanmoins, le Torcol fourmilier requiert avant tout des paysages ouverts et chauds, propices au développement des fourmis vivant dans le sol.
Il se trouve principalement aux étages de plaine et collinéen, du niveau de la mer jusqu'à 1 000 m d'altitude. Il a toutefois été observé jusqu'à 2 800 m dans l'Altaï, au Kazakhstan. Il niche jusqu'à 2 100 m en Italie. Dans l'Himalaya occidental, il niche à 1 500–3 300 m et a été observé de passage au Bhoutan et dans l'Himalaya oriental à 3 800 m. En Afrique, dans son aire d'hivernage, il peut se trouver jusqu'à 2 500 m.
Le Torcol fourmilier favorise pour nicher les espaces boisés semi-ouverts, plutôt secs et ensoleillés. Il occupe des habitats aussi divers que les bosquets entourés de pâturages, les prairies, les jachères, les dunes, les landes, les vergers, les vignes, les oliveraies et châtaigneraies, les pinèdes ouvertes, les lisières de plantations et même les parcs et jardins. Dans tous les cas, il lui faut des étendues de terre nue ou recouverte d'herbe rase, avec des densités élevées de fourmis pour se nourrir, et des cavités d'arbre pour nicher.

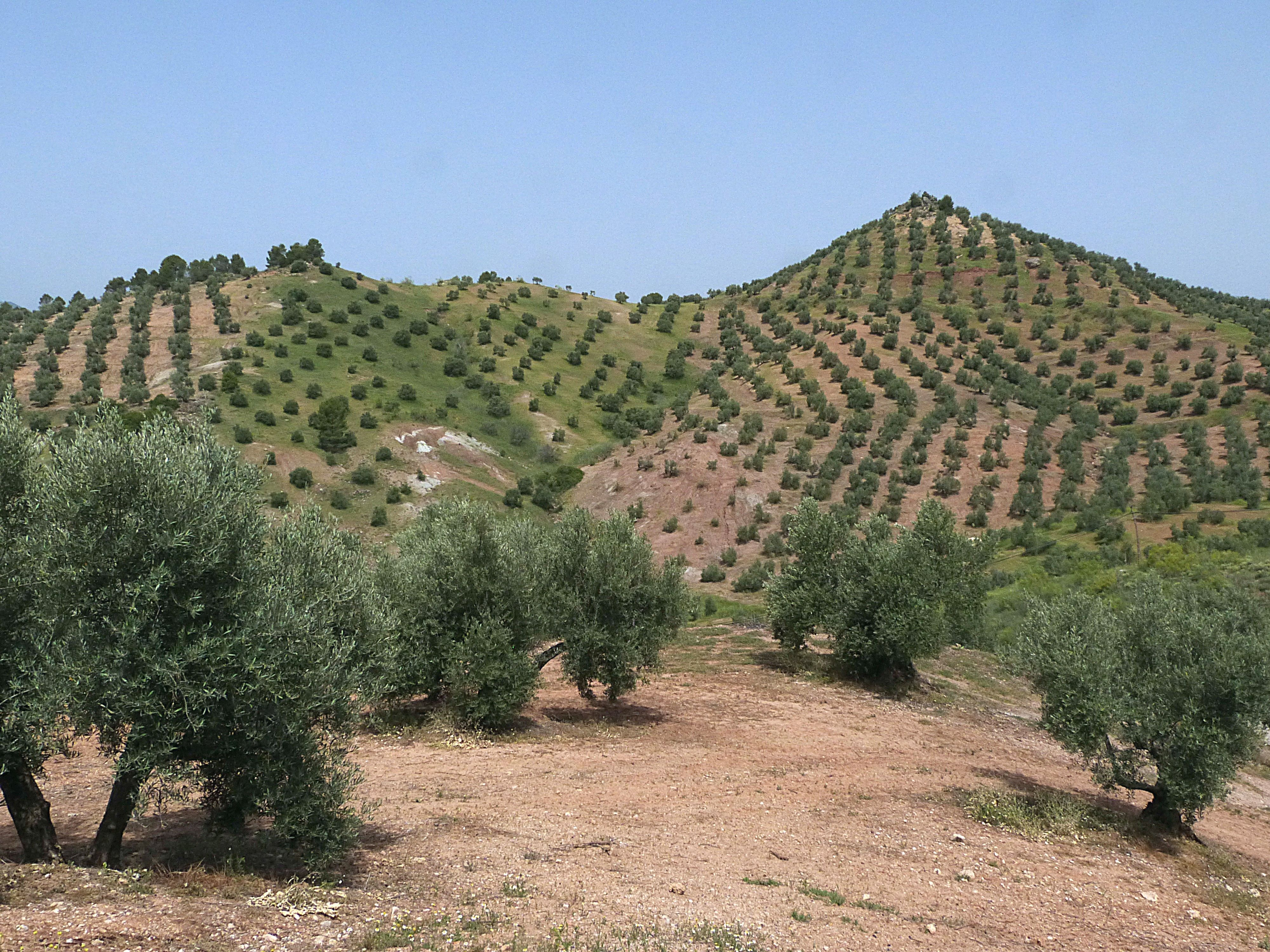
En Espagne, le Torcol fourmilier hiverne volontiers dans les oliveraies, ici dans la province de Jaén, en Andalousie.

Dans le bassin méditerranéen, les habitats fréquentés lors de la saison de reproduction — chênaies, oliveraies, vergers – le sont aussi en hiver. Le torcol visite aussi les zones humides, les roseraies, le maquis, les pinèdes, les plantations, ainsi que les jardins périurbains. Une étude menée en Espagne, en Estrémadure, montre qu'il apprécie les terres agricoles extensives et irriguées.
Au Moyen-Orient, il hiverne dans les zones de broussaille, les cultures, les oueds, les jardins et les bois proches de cours d'eau. En Inde, il favorise les terres agricoles, notamment les plantations de coton et de soja. En Asie du Sud-Est, il fréquente les habitats ouverts, avec des arbres et des arbustes épars, dans les zones de terres agricoles et notamment de rizières.
En Afrique, la plupart des Torcols fourmiliers hivernent au sud du Sahara, mais au nord de la forêt du bassin du Congo. Ils se trouvent en particulier dans les forêts de feuillus et la savane du Soudan et de la Guinée. En Afrique de l'Ouest, ils fréquentent une grande variété d'habitats : forêts, lisières de ripisylves, taillis et buissons aux abords des fermes.
Pendant la migration, les Torcols fourmiliers ont besoin avant tout de nourriture. Ils peuvent donc s'arrêter dans des zones quasiment dépourvues d'arbres, comme les terres cultivées en montagne, les promontoires côtiers, les plages, les îles et les déserts. Sur la côte méditerranéenne, on les trouve dans les broussailles du littoral, les pinèdes, les oliveraies et les plantations d'agrumes. En Afrique du Nord et au Moyen-Orient, ils font halte dans les oueds et les oasis. En Asie du Sud-Est, ils s'arrêtent dans les mangroves et les terres cultivées.

### Effectifs

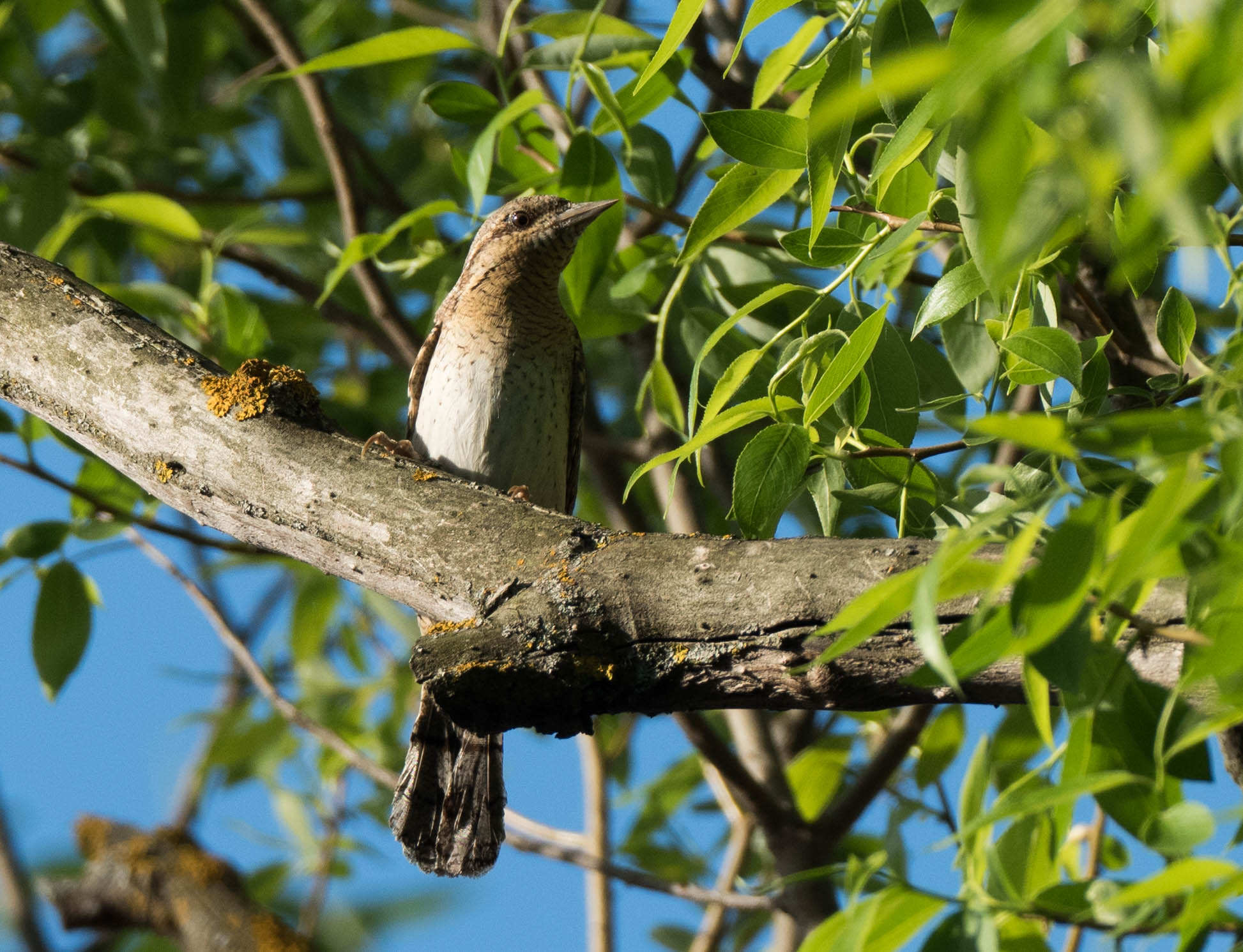
Torcol fourmilier dans la région de Moscou, en Russie. Le pays accueille 45 % des effectifs européens.

La population mondiale de Torcols fourmiliers était estimée en 2021 entre 3 et 7,1 millions d'individus. L'importance de ces effectifs, leur vaste distribution et leur déclin qui reste modéré entraînent son classement en espèce de préoccupation mineure par l'Union internationale pour la conservation de la nature (UICN).
L'Europe représente 45 % de l'aire de répartition du Torcol fourmilier, avec une population comprise en 2021 entre 674 000 et 1 600 000 couples. Cette aire s'est considérablement rétrécie au cours du XXe siècle. Le tableau ci-dessous fournit les effectifs et leur tendance dans tous les pays européens où le Torcol fourmilier est documenté quantitativement, sur la base des données de Birdlife International en 2015. La qualité des données est décrite comme suit :
- bonne : bon état de connaissance — donnée quantitative fiable disponible pour l'ensemble du pays et sur toute la période ;
- moyenne : état de connaissance moyen — données à disposition médiocres, périmées ou incomplètes ;
- mauvaise : état de connaissance médiocre — peu connu, sans donnée quantitative disponible.

| Pays/Territoire    | Nombre de couples   | Tendance depuis 2000 | Qualité des données |
| ------------------ | ------------------- | -------------------- | ------------------- |
| Albanie            | 100 à 300           | +10 à 20 %           | mauvaise            |
| Allemagne          | 8 500 à 15 500      | - 31 à 100 %         | bonne               |
| Andorre            | 2 à 5               | ?                    | moyenne             |
| Arménie            | 120 à 250           | ?                    | moyenne             |
| Autriche           | 3 600 à 5 400       | stable               | moyenne             |
| Azerbaïdjan        | 1 000 à 5 000       | ?                    | mauvaise            |
| Belgique           | 48 à 58             | stable               | moyenne             |
| Biélorussie        | 5 000 à 10 000      | stable               | moyenne             |
| Bosnie-Herzégovine | 5 000 à 8 000       | ?                    | mauvaise            |
| Bulgarie           | 4 400 à 7 000       | stable               | moyenne             |
| Croatie            | 5 000 à 10 000      | ?                    | mauvaise            |
| Danemark           | 30                  | - 33 %               | –                   |
| Estonie            | 5 000 à 10 000      | stable               | moyenne             |
| France             | 15 000 à 35 000     | stable               | moyenne             |
| Géorgie            | présent             | ?                    | ?                   |
| Grèce              | 300 à 500           | ?                    | mauvaise            |
| Hongrie            | 11 400 à 15 300     | + 72 %               | moyenne             |
| Italie             | 50 000 à 100 000    | - 45 à 55 %          | mauvaise            |
| Kosovo             | 700 à 1 000         | ?                    | moyenne             |
| Lettonie           | 43 414 à 224 533    | + 150 à 400 %        | bonne               |
| Liechtenstein      | 1 à 3               | - 50–100 %           | moyenne             |
| Lituanie           | 4 000 à 10 000      | stable               | moyenne             |
| Luxembourg         | 50 à 100            | stable               | moyenne             |
| Macédoine du Nord  | 500 à 2 000         | ?                    | mauvaise            |
| Moldavie           | 1 000 à 2 000       | fluctue              | moyenne             |
| Monténégro         | 500 à 1 000         | ?                    | mauvaise            |
| Norvège            | 1 500 à 3 000       | ?                    | mauvaise            |
| Pays-Bas           | 30 à 50             | stable               | moyenne             |
| Pologne            | 38 000 à 64 000     | + 40 à 160 %         | bonne               |
| Portugal           | 1 000 à 5 000       | ?                    | mauvaise            |
| Roumanie           | 30 000 à 70 000     | ?                    | moyenne             |
| Royaume-Uni        | 0                   | - 33 %               | bonne               |
| Russie             | 300 000 à 730 000   | stable               | moyenne             |
| Serbie             | 4 000 à 5 800       | stable               | moyenne             |
| Slovaquie          | 2 500 à 4 000       | stable               | mauvaise            |
| Slovénie           | 5 000 à 10 000      | ?                    | moyenne             |
| Suède              | 11 000 à 39 000     | + 19 à 83 %          | moyenne             |
| Suisse             | 2 000 à 3 000       | stable               | moyenne             |
| Tchéquie           | 2 000 à 4 000       | stable               | moyenne             |
| Turquie            | 500 à 2 000         | stable               | mauvaise            |
| Ukraine            | 33 000 à 55 000     | + 5 à 10 %           | moyenne             |
| Europe des 27      | 287 000 à 727 000   | en hausse            |                     |
| Europe             | 674 000 à 1 600 000 | en hausse            |                     |

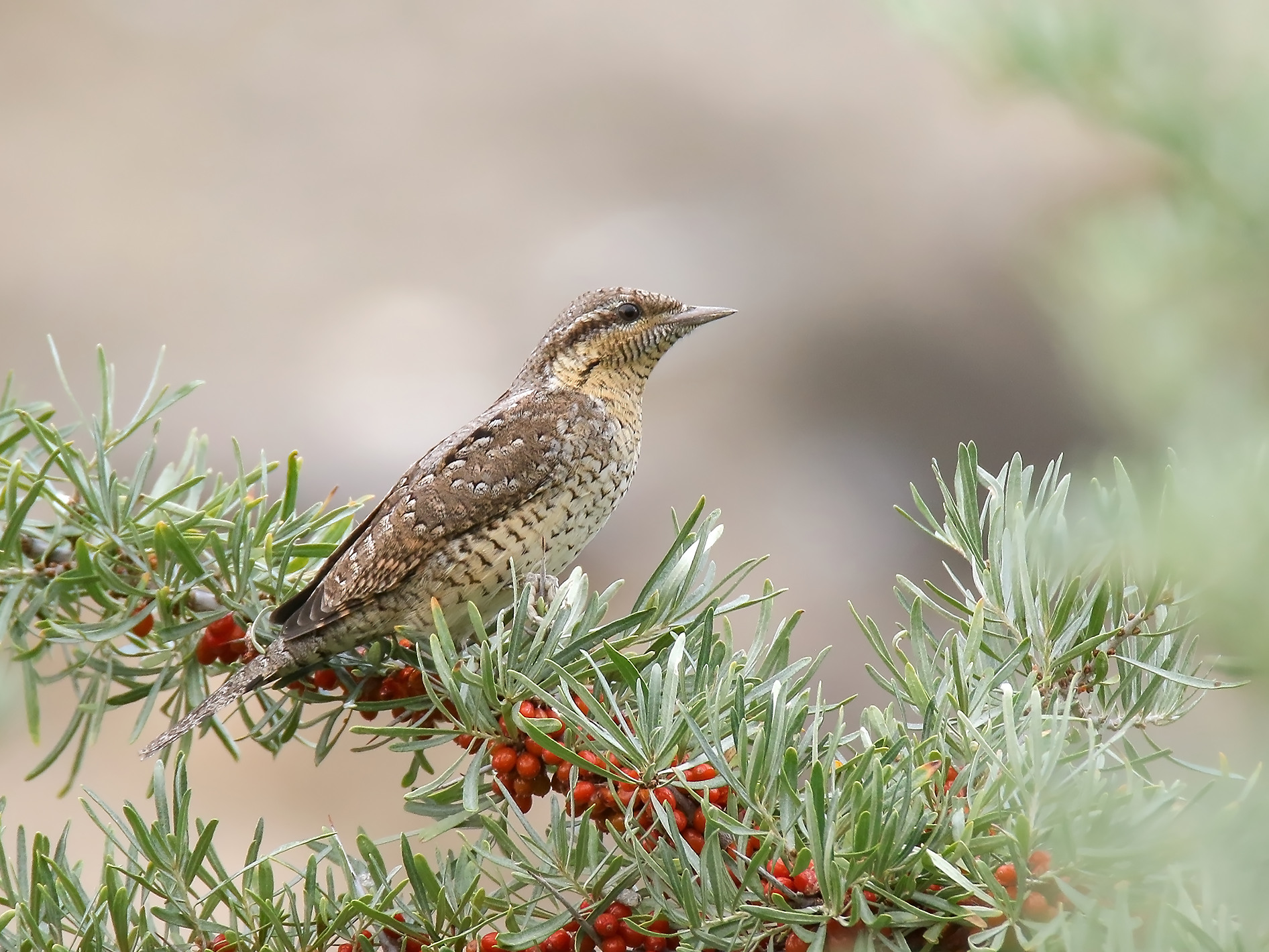
Torcol fourmilier près du lac Gorit, dans le Gilgit-Baltistan, au Pakistan. Le nord du pays abrite des populations nicheuses.

Au Moyen-Orient, le Torcol fourmilier ne se reproduit qu'en Turquie et peut-être au nord de l'Iran. Il est susceptible de s'y arrêter un peu partout lors de son passage migratoire, mais les données manquent à son sujet.
Les informations sont également très parcellaires concernant son statut en Asie. On sait qu'il traverse le Kirghizistan, le Tadjikistan, le Turkménistan et l'Ouzbékistan lors de sa migration, mais on ignore s'il niche ou non en Asie du Nord et en Asie de l'Est. On pense que les populations nicheuses d'Asie de l'Ouest passent l'hiver en Afrique de l'Est et que celles d'Asie de l'Est hivernent au sud de l'Himalaya, dans le sous-continent indien et la péninsule indochinoise.
En Afrique, la nidification du Torcol fourmilier n'a été confirmée qu'en Algérie et au nord-ouest de la Tunisie. La plupart des individus africains sont des hivernants en provenance d'Europe ou d'Asie de l'Ouest. Là encore, il manque des données chiffrées sur les populations locales.

### Migration
Le comportement migratoire du Torcol fourmilier est variable : une partie de la population est migratrice longue distance, une autre migratrice courte distance, tandis que le reste est sédentaire. Les migrateurs longue distance incluent deux grandes populations : d'une part, les oiseaux qui nichent en Europe du Nord et qui hivernent en Afrique subsaharienne, d'autre part, les populations d'Asie centrale, qui hivernent en Inde et en Asie du Sud-Est. Les migrateurs courte distance sont par exemple les torcols d'Europe centrale, qui hivernent dans la péninsule Ibérique. Les premiers réalisent un parcours de près de 6 000 km, contre 1 500 km environ pour les seconds. En France, la population est très majoritairement migratrice longue distance, mais quelques individus hivernent dans le sud du pays depuis les années 1990.
Son comportement de migration est mal connu, mais il est capable de couvrir 600 km en huit jours et semble voler essentiellement de nuit. Il se montre très discret dans ses zones de halte, où il reste de l'ordre de quelques jours. L'état corporel et les réserves de graisse des oiseaux capturés dans le sud de la Suède suggèrent que ces oiseaux volent sans s'arrêter jusqu'en Europe du Sud ou en Afrique du Nord, où ils s'arrêtent pour reconstituer leurs réserves et traverser le Sahara. Il se déplace, selon les sources, à une vitesse moyenne comprise entre 28 et 153 km/jour.
Pour la migration de printemps, les premiers mouvements sont enregistrés dès février au lac Tchad, où ils continuent jusque début mai. Les torcols traversent la Mauritanie de mars à la mi-mai et passent par l'Algérie de la fin mars à début mai. Plus à l'Est, le gros des passages par l'Éthiopie et l'Érythrée a lieu en mars. Ils traversent Israël entre la troisième semaine de mars et la troisième semaine d'avril. Plus au nord, ils passent par le Liban de début mars à la mi-mai. En Asie, le gros du passage se fait de la fin mars à la fin avril en Iran. Plus à l'Est, les torcols passent en Corée en avril et mai et au Japon (à Honshū et Hokkaidō) à partir de mai.
Les arrivées en Europe se font de manière échelonnée : dès février sur l'île de Chypre, début mars en France, à partir de la mi-mars en Hongrie et de la fin mars en Grande-Bretagne. Le gros des troupes apparaît début avril et la plupart sont arrivés à la mi-mai. Ces dates ont évolué avec le changement climatique : les données de baguage en Schleswig-Holstein montrent que la date d'arrivée médiane au printemps a avancé d'une semaine en 60 ans.

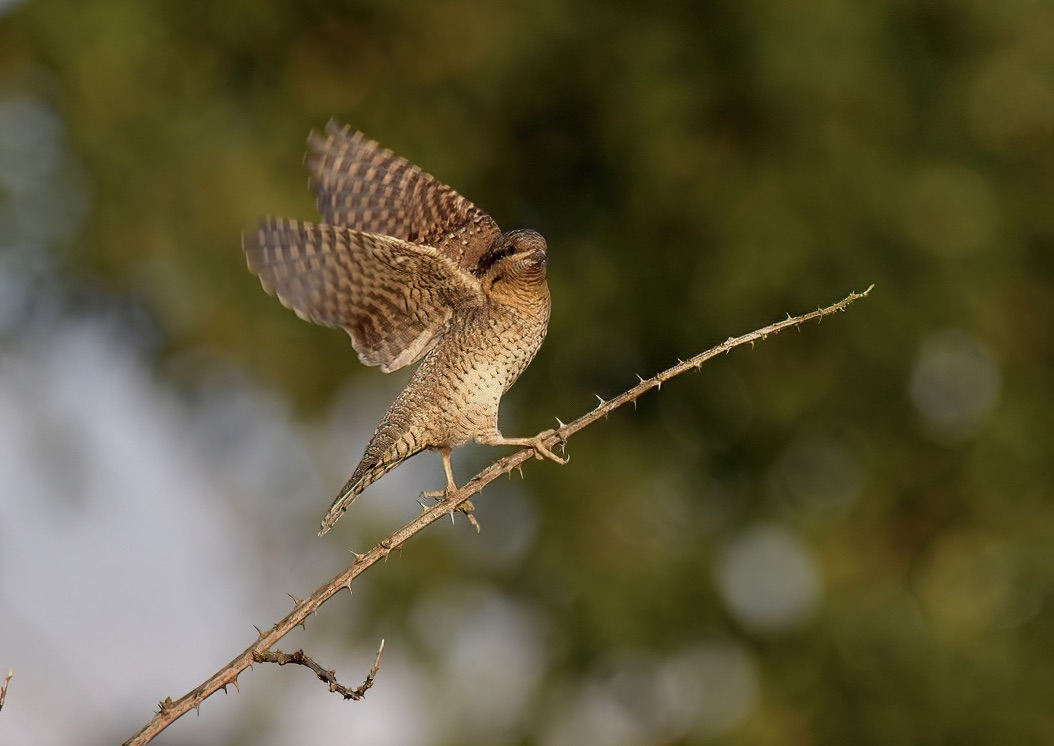
Torcol fourmilier photographié en septembre à l'estuaire du Sado, au Portugal : passage migratoire ou destination finale ?

Pour la migration d'automne, les premiers torcols quittent l'Europe dès le mois de juillet. Au lac Ladoga, au nord-ouest de la Russie, les départs s'échelonnent de la fin juillet à début octobre, avec un pic en août. En France, le passage postnuptial commence début août et atteint son pic dans les deux premières décades de septembre. En Hongrie comme en Italie, la plupart des départs ont lieu entre la mi-août et septembre. En Grande-Bretagne, les torcols commencent à arriver début août, avec un pic à fin septembre et les derniers passent en octobre, avec quelques retardataires en novembre. Sur l'île de Malte, ils apparaissent entre la fin août et septembre. En Anatolie centrale, les départs se font de la fin septembre jusqu'en octobre. En Israël, le gros des baguages d'automne se fait en septembre. La plupart des mouvements en Éthiopie et en Érythrée a lieu en octobre. Au lac Tchad, la plupart des torcols reviennent entre septembre et novembre.
Deux voies de migration principales ont été identifiées pour les Torcols fourmiliers européens : ceux qui se reproduisent en Europe de l'Ouest et du Nord hivernent en Afrique de l'Ouest, tandis que les nicheurs en Europe centrale et orientale vont en Afrique de l'Est. Les reprises de bagues en Italie montrent que la plupart des torcols viennent des pays baltes et de Scandinavie et plus minoritairement du nord-est de la France, de l'Allemagne, de la Pologne, de la Biélorussie, de la Hongrie et de la Tchéquie. Ils traversent la mer Méditerranée sur un large front, vraisemblablement en passant par les endroits où la traversée est la moins longue. Pour autant, peu sont capturés au détroit de Gibraltar. Une troisième route passe par la Turquie, le Moyen-Orient et l'Arabie. Elle concerne probablement des oiseaux venus de Russie et d'Asie centrale, qui ne passent pas par la Méditerranée.
De manière exceptionnelle, des individus erratiques ont été retrouvés en Islande. À trois reprises, des Torcols fourmiliers ont été identifiés en Alaska et un oiseau a été vu sur l'île San Clemente, près de Los Angeles.

## Systématique
L'espèce Jynx torquilla a été formellement décrite par le naturaliste suédois Carl von Linné, en 1758. Elle appartient à la famille des pics (Picidae), subdivisée en trois sous-familles : les torcols (Jynginae), les picumnes (Picumninae) et les pics vrais (Picinae). Les analyses génomiques (séquençage de l'ADN) et phylogénétiques confirment que les Jynginae sont un lignage frère des pics, Picinae inclus. Ils comprennent un genre unique, Jynx, contenant lui-même deux espèces : le Torcol fourmilier (Jynx torquilla) et le Torcol à gorge rousse (Jynx ruficollis). Elles forment une super-espèce qui a probablement divergé des picumnes et des futurs pics vrais à un stade précoce de l'histoire évolutive des Picidae.

### Sous-espèces
Le Torcol fourmilier est polytypique : selon les auteurs, il compte quatre à sept sous-espèces. D'après la classification de référence (version 13.2, 2023) du Congrès ornithologique international, l'espèce est constituée des six sous-espèces suivantes (ordre phylogénique) :
Jynx torquilla torquilla Linnaeus, 1758
Sous-espèce nominale. Se reproduit dans la plus grande partie de l'Europe continentale et l'Est des Balkans, jusqu'en Russie et au Caucase. La population européenne hiverne majoritairement en Afrique subsaharienne, dans une zone dont les contours restent mal définis. Une partie des oiseaux européens ne va que jusqu'au pourtour méditerranéen. Les populations de Russie asiatique et d'Asie centrale migrent plus au sud.
Jynx torquilla sarudnyi Loudon, 1912
Se reproduit en Sibérie occidentale, de l'Oural au fleuve Ienisseï et aux monts Altaï,.
Jynx torquilla chinensis Hesse, 1911
Se reproduit de Sibérie orientale (à l'Est du fleuve Ienisseï) jusqu'à Sakhaline et au nord du Japon, au nord de la Mongolie et à la Chine du Nord-Est. Hiverne au Népal, en Inde du Nord-Est jusqu'en Chine du Sud-Est, en Indochine et au sud du Japon.
Jynx torquilla himalayana Vaurie, 1959
Se reproduit au nord-ouest de l'Himalaya, du nord du Pakistan jusqu'au Cachemire et à l'Himachal Pradesh. Hiverne au sud de l'Himalaya, en Inde et au sud-est du Xizang, en Chine.
Jynx torquilla tschusii Kleinschmidt, 1907
Se reproduit en Corse, en Sardaigne, en Italie et sur la côte adriatique orientale. Elle hivernerait dans le sud de l'Italie et en Afrique de l'Est, notamment en Éthiopie et en Érythrée.
Jynx torquilla mauretanica Rothschild, 1909
Résidente du nord-ouest de l'Afrique, en Algérie et au nord-ouest de la Tunisie.

## Le Torcol fourmilier et l'être humain

### Le Torcol fourmilier dans la culture
Le Torcol fourmilier est connu en Grèce antique sous le nom ἴῠγξ / íunx, terme qui se rattache peut-être au verbe ἰύζω / iúzō, « crier », en référence à son cri. Aristote en livre une description précise dans son Histoire des animaux : il a deux doigts en avant et deux en arrière (disposition dite zygodactyle) ; il est un peu plus grand que le Pinson des arbres et a un plumage varié. Il peut allonger sa langue hors du bec, à la manière des serpents et tord son cou en arrière, toujours comme les serpents. Il possède de grands ongles, comme ceux des Geais des chênes, ainsi qu'une voix aiguë et sifflante,. Élien compare son cri au son de l'aulos,. Denys de Philadelphie ajoute dans son traité d'ornithologie que l'oiseau se nourrit en projetant sa langue dans un tas de fourmis et qu'il tord son cou en tous sens, comme les adorateurs de la déesse Rhéa,. La Grèce contemporaine accueille toujours des Torcols fourmiliers, principalement dans le nord du pays, de l'ordre de 300 à 500 couples.

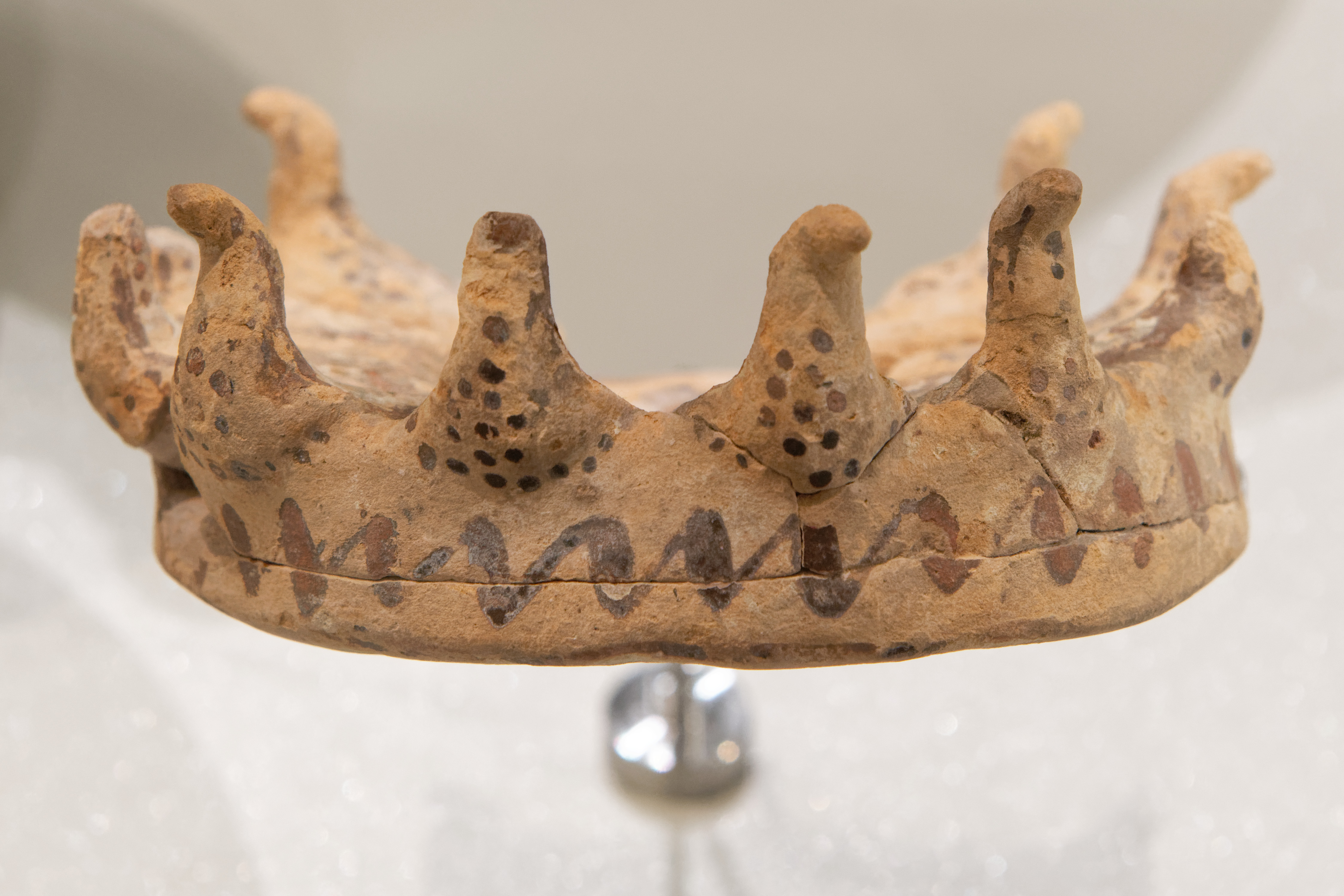
Iynx ou roue à oiseaux attique, fin du.

La plupart des sources grecques antiques évoquent l'utilisation de l'oiseau dans la magie amoureuse : on cloue un Torcol fourmilier, présumé mort, sur une petite roue à quatre rayons. L'utilisateur fait tourner la roue dans un sens et dans l'autre à l'aide de cordelettes, pendant qu'il récite des formules pour attirer ou faire revenir l'être aimé. La deuxième idylle de Théocrite donne un exemple de ces formules, qui incluent le refrain « Iynx, attire vers ma demeure cet homme, mon amant. » À son époque, le terme iynx désigne la roue elle-même, dont l'oiseau réel a disparu ou sur laquelle il est représenté de manière figurée.
Chez Pindare, Aphrodite, déesse de l'amour, a elle-même inventé la roue à oiseaux pour aider Jason à se faire aimer de Médée. Chez Callimaque, Jynx est une nymphe, fille d'Écho, qui recourt à la magie pour gagner le cœur de Zeus. Elle est punie par Héra qui la transforme en Torcol fourmilier.
La roue à oiseaux est associée à un son spécifique quand on la fait tourner, une sorte de sifflement qui est rapproché du cri du torcol. Une scholie aux Halieutiques d'Oppien de Corycos la décrit même comme « une sorte d'instrument de musique, utilisé par les magiciennes pour l'amour »,. Le terme iynx acquiert le sens figuré d'un discours auquel il est difficile de résister. L'auteur chrétien Origène affirme ainsi que Jésus-Christ possède un iynx si fort qu'il peut convaincre les hommes et même les femmes de le suivre,. Le terme est passé en anglais, jynx, au XVIIe siècle pour signifier une incantation ou un sortilège. Au début du XXe siècle, il passe dans l'argot du baseball sous l'orthographe jinx pour désigner la malchance.
En philatélie, le Torcol fourmilier a été représenté sur dix timbres émis par neuf administrations postales différentes : Biélorussie (2022), Chine (1997), Gambie (2000), Koweït (1973), Liberia (2016), Liechtenstein (2011), Mongolie (1987), Pays-Bas (2020) et Roumanie (2016).

### Enjeux de conservation

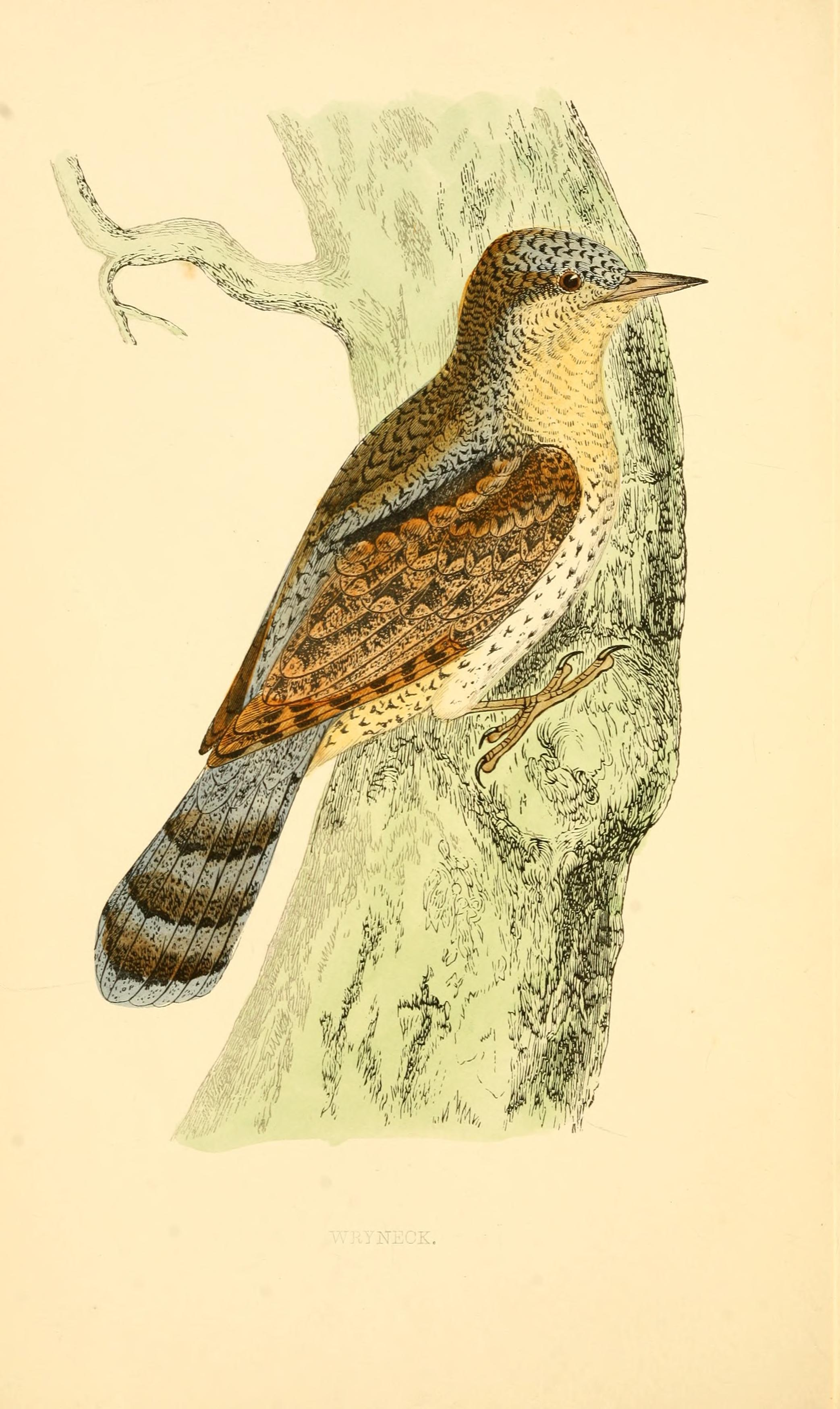
Le Torcol fourmilier dans A History of British birds par F. O. Morris (1862). Il a aujourd'hui disparu de Grande-Bretagne comme espèce nicheuse.

Les populations de Torcol fourmilier sont en déclin dans une grande partie de leur aire de répartition. En Europe occidentale et centrale, ses effectifs se sont effondrés de 69 % dans la période 1980-2022,. La situation est meilleure en Russie, en Ukraine, en Biélorussie et dans les Balkans, qui abritent une proportion importante de la population européenne, mais il est possible que le faible volume de données disponibles cache des tendances également négatives. L'importance des effectifs, leur vaste distribution et leur déclin qui reste dans l'ensemble modéré entraînent son classement en espèce de préoccupation mineure par l'Union internationale pour la conservation de la nature (UICN). Le Torcol fourmilier est par ailleurs une espèce protégée dans les pays de l'Union européenne et au Royaume-Uni, mais ce n'est pas toujours le cas ailleurs.
L'écologie du Torcol fourmilier n'est bien connue qu'en Europe. Le déclin des effectifs dans cette zone depuis les années 1950 a été attribué à plusieurs facteurs comme le changement climatique, avec la hausse des précipitations lors de la nidification, la perte ou l'uniformisation des habitats et l'intensification de l'agriculture. Toutefois, certaines causes de déclin pourraient être beaucoup plus anciennes, comme le montre l'exemple de la Grande-Bretagne où l'espèce n'est plus nicheuse. Autrefois assez commune, elle a vu son aire de répartition se rétrécir de façon continue depuis le XVIIIe siècle. Elle avait disparu du pays de Galles en 1905. La dernière donnée de nidification a été enregistrée en Angleterre en 1985 et en Écosse en 2013. Cette disparition tiendrait à la raréfaction des ressources alimentaires, mais n'est pas totalement expliquée. De même, l'aire de reproduction du torcol est en contraction continue en France : alors qu'en 1936 elle était présentée comme nicheuse dans l'ensemble du territoire métropolitain, elle est désormais considérée comme éteinte ou au bord de l'extinction au nord de la Loire.
Le Torcol fourmilier s'accommode plutôt bien des terres agricoles, qui représentent 39 % de l'occupation des sols en Europe, sous réserve qu'elles forment une mosaïque diversifiée comportant à la fois des fourmis et des cavités pour nicher. L'uniformisation de ces terres représente donc une menace pour le torcol. La disparition des haies et des arbres isolés réduit le potentiel de cavités pour nicher, tandis que la transformation des herbages en terres cultivées entraîne le déclin des populations de fourmis. Dans les pâturages qui restent, l'utilisation d'engrais densifie le couvert herbacé et réduit la part de sol nu, essentielle pour les fourmis. Les torcols ont également plus de mal à accéder à leur proie dans l'herbe dense. L'habitat préféré des Torcols fourmiliers, les vergers à haute tige, est également en forte régression partout en Europe : leur superficie a baissé de 77 % en Haute-Normandie entre 1982 et 2001 et de 75 % dans le nord-est de l'Allemagne entre 1979 et 2009.
L'espèce décline également dans les milieux boisés. Le phénomène est plus particulièrement marqué quand des forêts de feuillus ou mixtes sont remplacées par des plantations denses de conifères. L'intensification de l'aménagement forestier est également en cause : les arbres sont abattus avant que des cavités (naturelles ou creusées par un animal) n'aient le temps d'apparaître. Or, des études montrent que la disponibilité en sites de nidification est l'enjeu le plus important pour le Torcol fourmilier. Inversement, l'espèce peut bénéficier de coupes à blanc, qui ouvrent des clairières propices aux fourmis.
La majorité de la population de Torcols fourmiliers hiverne en Afrique, où l'écologie de l'espèce, comme celle de bien d'autres migrateurs, est très mal connue. Or, le changement climatique et l'évolution de l'occupation des sols en Afrique sont aussi susceptibles d'être des facteurs de déclin. En particulier, les sécheresses de 1972-1973 et de 1984-1985 ont eu un impact durable sur les arbres du Sahel et entraîné un effondrement des effectifs de Torcol fourmilier et de Rougequeue à front blanc (Phoenicurus phoenicurus).
Les torcols ne sont pas chassés pour eux-mêmes, mais ils peuvent être victimes de méthodes non sélectives de chasse ou de braconnage. En Italie, sur 49 torcols bagués à l'étranger trouvés morts, 91 % avaient été tués délibérément par l'homme. Ils font partie des migrateurs piégés à grande échelle en Égypte, à Chypre et au Liban. En Égypte, notamment, ils se prennent dans les filets tendus pour capturer des Cailles des blés (Coturnix coturnix). Considérés comme inutiles, ils sont alors tués. À Chypre, ils sont également victimes de la chasse à la glu. Une étude estime à près de 8 600 le nombre de torcols piégés aux filets chaque année dans le nord du Sinaï.

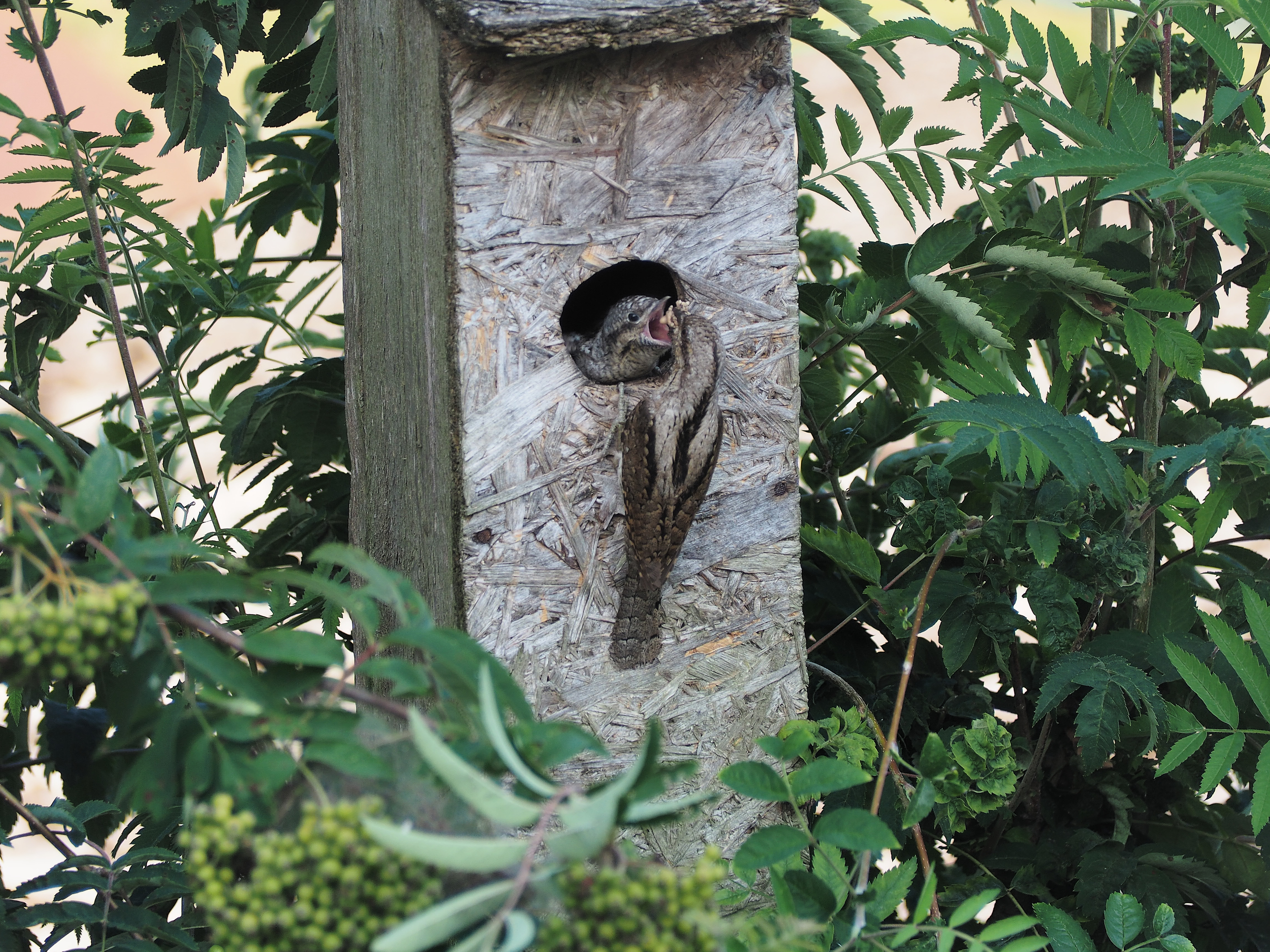
Le Torcol fourmilier occupe volontiers les nichoirs, ici en Estonie.

Le Torcol fourmilier bénéficie de toutes les actions destinées aux oiseaux qui cherchent leur nourriture au sol, essentiellement l'aménagement d'espaces semi-ouverts, comportant une végétation clairsemée et des zones de terre nue. La préservation des arbres susceptibles de former des cavités lui est également favorable. Quand ces arbres manquent, il est possible de favoriser le torcol en plaçant des nichoirs, où il s'installe volontiers.
Le Torcol fourmilier adopte aussi bien des nichoirs conçus spécifiquement pour lui que des nichoirs conçus pour d'autres espèces, typiquement de petits passereaux comme la Mésange charbonnière (Parus major) et le Moineau friquet (Passer montanus), qu'il n'hésite pas à expulser. Il peut également s'installer dans des nichoirs conçus pour un autre cavernicole secondaire, la Huppe fasciée (Upupa epops), pourtant plus grande que lui. De manière générale, la reproduction en nichoirs s'avère autant voire plus productive que celle dans une cavité naturelle, car le nichoir offre une meilleure protection contre la prédation et contre les fortes pluies.
Une étude menée en Suisse, dans le canton du Valais, montre que l'installation de nichoirs appropriés est essentielle pour accroître l'attractivité d'un territoire pour les torcols. Ces derniers parviennent à s'imposer contre les autres cavernicoles, à l'exception des Huppes fasciées. Même si le Torcol fourmilier n'est pas une espèce coloniale, l'installation d'un couple tend en attirer d'autres : la présence de congénères pourrait signaler la qualité du territoire. Enfin, les torcols de l'étude, ayant le choix entre deux modèles de nichoirs, ont préféré celui qui leur était spécifiquement destiné. Une étude menée en Moyenne-Franconie (Bavière) confirme cette préférence pour des nichoirs appropriés, possédant un trou d'entrée suffisamment petit pour exclure les oiseaux plus grands, comme la Huppe fasciée ou l'Étourneau sansonnet (Sturnus vulgaris), et offrir une protection contre les prédateurs. Malgré tout, dans une étude menée en Suède, 80 % des nichoirs installés à l'intention du torcol ont été occupés par d'autres oiseaux, notamment des mésanges et des Gobemouches noirs (Ficedula hypoleuca).